# Gouda
Gouda (uitspraakⓘ) is een stad en gemeente in het oosten van de provincie Zuid-Holland in Nederland met 75.758 inwoners (22 november 2024, bron: CBS) op een grondgebied van 16,92 km².
De stad is gelegen in Midden-Holland en in het stedelijk gebied de Randstad, op ruwweg gelijke afstand van Rotterdam, Utrecht en Den Haag. Gouda heeft een regiofunctie binnen het Groene Hart, waar het qua inwoners de grootste stad en de op een na grootste gemeente is (na Alphen aan den Rijn). Het is naar inwonertal gemeten de 48e gemeente van Nederland en de 12e gemeente van Zuid-Holland.
Gouda ligt bij de samenvloeiing van de rivieren de Gouwe en Hollandse IJssel. Mede dankzij de binnenvaart over deze rivieren groeide Gouda in de middeleeuwen uit tot een belangrijke stad. In 1272 kreeg de stad stadsrechten en aan het eind van de middeleeuwen was Gouda uitgegroeid tot de vijfde stad van Holland. In de binnenstad is een groot aantal historische en monumentale gebouwen te vinden, waarvan het Stadhuis en de Sint-Janskerk waarschijnlijk de beroemdste zijn. De stad staat daarnaast bekend om zijn Goudse kaas, die in de zomer verhandeld wordt op de donderdagse toeristische kaasmarkt. Ten slotte geniet Gouda bekendheid door de fabricage van bier, kaarsen, pijpen, Gouds plateel, stroopwafels en het jaarlijkse lichtfeest Gouda bij Kaarslicht.

## Naam
Gouda werd lange tijd aangeduid onder andere namen als Golde, Die Goude, Ter Goude en Tergouw, alle verwijzend naar de rivier de Gouwe. De Gouwe werd in 1139 voor het eerst vermeld in een oorkonde, onder de Latijnse naam Golda. Hierin werd gesproken over 'nieuwe ontginningen aan de Gouwe': nove culture juxta Goldam. Een oorkonde uit 1178 spreekt van terram quandam juxta Goldam, 'zeker land aan de Gouwe'.

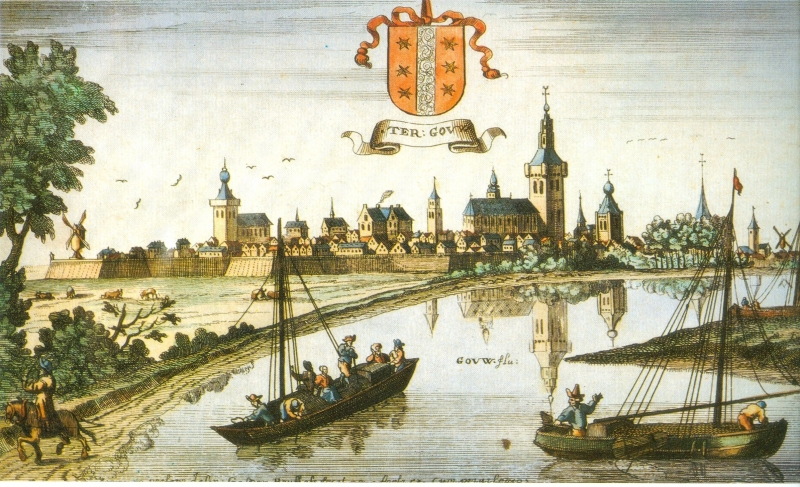
Gouda, aangeduid als Ter Gouw, op een gravure uit 1674

Over de herkomst van de naam Gouwe bestaan verschillende theorieën, maar geen daarvan staat onomstotelijk vast. De naam zou afgeleid kunnen zijn van de algemene benaming 'gouw(e)' voor een rivier met een weg erlangs. Volgens een andere theorie zou de naam slaan op de gouden gloed die het water van de Gouwe, ooit een veenstroom, heeft gehad. 'Golda' zou kunnen zijn voortgekomen uit het Germaanse 'gulda' (goud) + 'ahwõ' (natuurlijke waterloop in zeekleigebied). Deze gloed werd dan veroorzaakt door het veen dat door het heldere water zichtbaar was.
De tot dan toe gebruikelijke naam Golde werd in de middeleeuwen vervormd tot Goude of Ter Goude. In middeleeuwse Latijnse teksten werd de naam geschreven als Gouda, waarmee zowel de rivier als de stad kon worden bedoeld. Mede onder invloed van humanisten en de geschiedschrijving nam de Latijnse benaming uiteindelijk de plaats in van de naamsvorm 'Ter Goude', die nog lang in gebruik was. Tegenwoordig is Gouda de enige stad in Nederland die zowel officieel als in de volksmond met de Latijnse naamsvorm wordt aangeduid.
Ondanks het grote aantal producten dat sterk verbonden is met Gouda, heeft de stad geen alom bekende bijnaam. Soms wordt gesproken over de Kaasstad, refererend aan de Goudse kaas, maar deze bijnaam is niet enkel aan Gouda voorbehouden. Een andere bijnaam is de Gouwestad, naar de rivier waaraan Gouda zijn naam en bestaan te danken heeft. Deze naam komt onder andere terug in de naam van de lokale televisiezender RTV Gouwestad. Waddinxveen, dat ten noordwesten van Gouda ligt en zich eveneens langs de Gouwe bevindt, wordt weleens aangeduid als het Gouwedorp.
Gouwenaars worden ook wel Kaaskoppen genoemd, een spotnaam die ook wel voor Alkmaarders en Nederlanders in het algemeen wordt gebruikt. Deze benaming vindt mogelijk haar oorsprong in Stolwijk en zou niet zijn afgeleid van de kaas zelf, maar aan kaasvaten die door zogeheten koppendraaiers werden vervaardigd. Bij conflicten werden deze kaasvaten als helm op het hoofd gezet.

## Geschiedenis

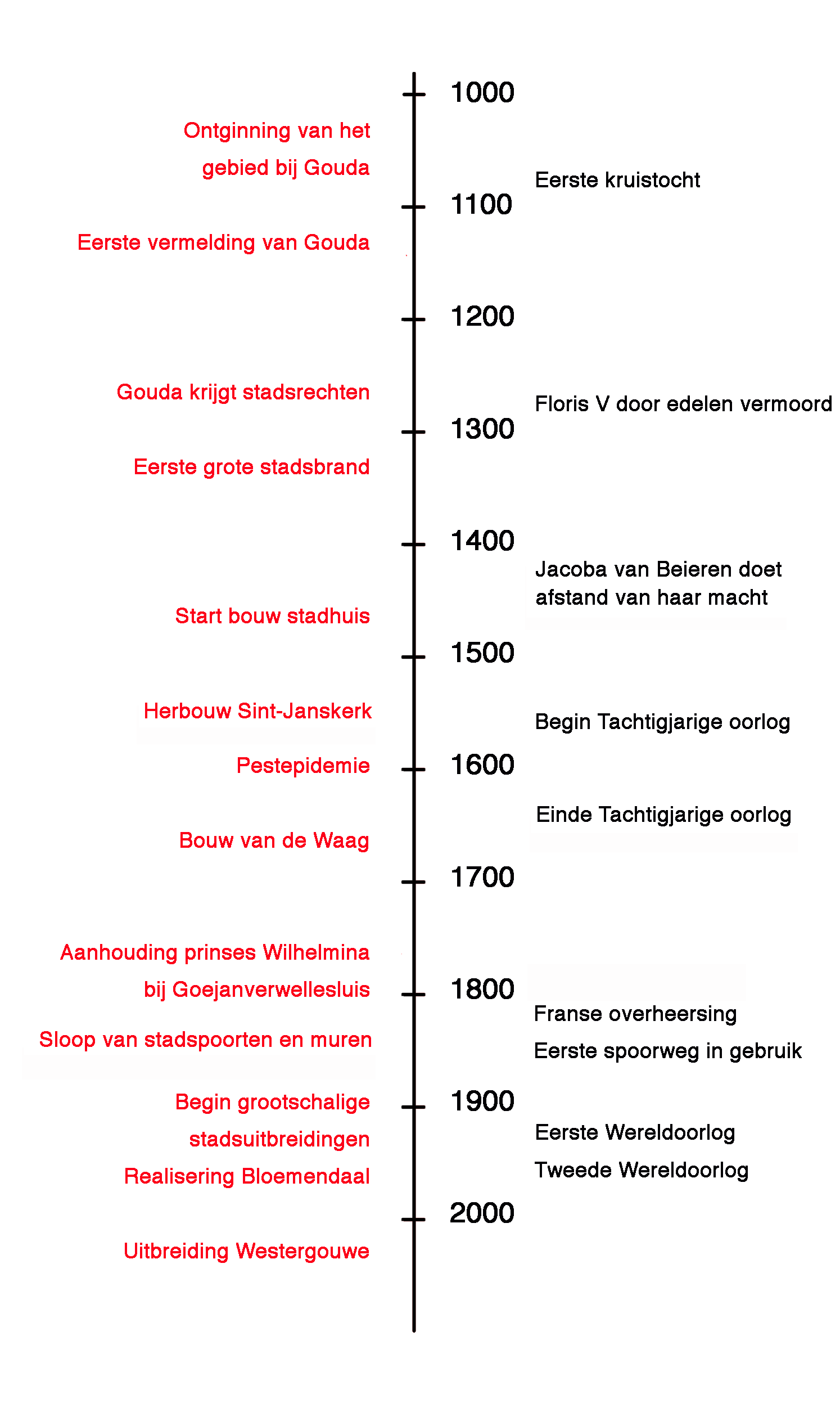
Tijdbalk van de geschiedenis van Gouda.

Rond het jaar 1000 was het gebied waar nu Gouda ligt drassig en bedekt met een moerasbos, met daarin kleine riviertjes, zoals de Gouwe. In de 11e en 12e eeuw begon men met het ontginnen van veen ten oosten en westen van de stad en langs de oevers van de Gouwe. In 1143 werd de naam Gouda voor het eerst vermeld in een oorkonde van de graaf van Holland.
In de 13e eeuw werd het riviertje de Gouwe door een kanaal verbonden met de Oude Rijn en de monding in de Hollandse IJssel werd uitgebreid tot een haven. Aan de rand van de stad verrees in de 14e eeuw het kasteel van Gouda, dat de haven moest beschermen. Door deze ontwikkelingen ontstond een vaarroute, die werd gebruikt voor handel tussen Vlaanderen en Frankrijk met Holland en het Oostzeegebied. In 1272 verleende Graaf Floris V stadsrechten aan Gouda, dat inmiddels een belangrijke plaats geworden was.

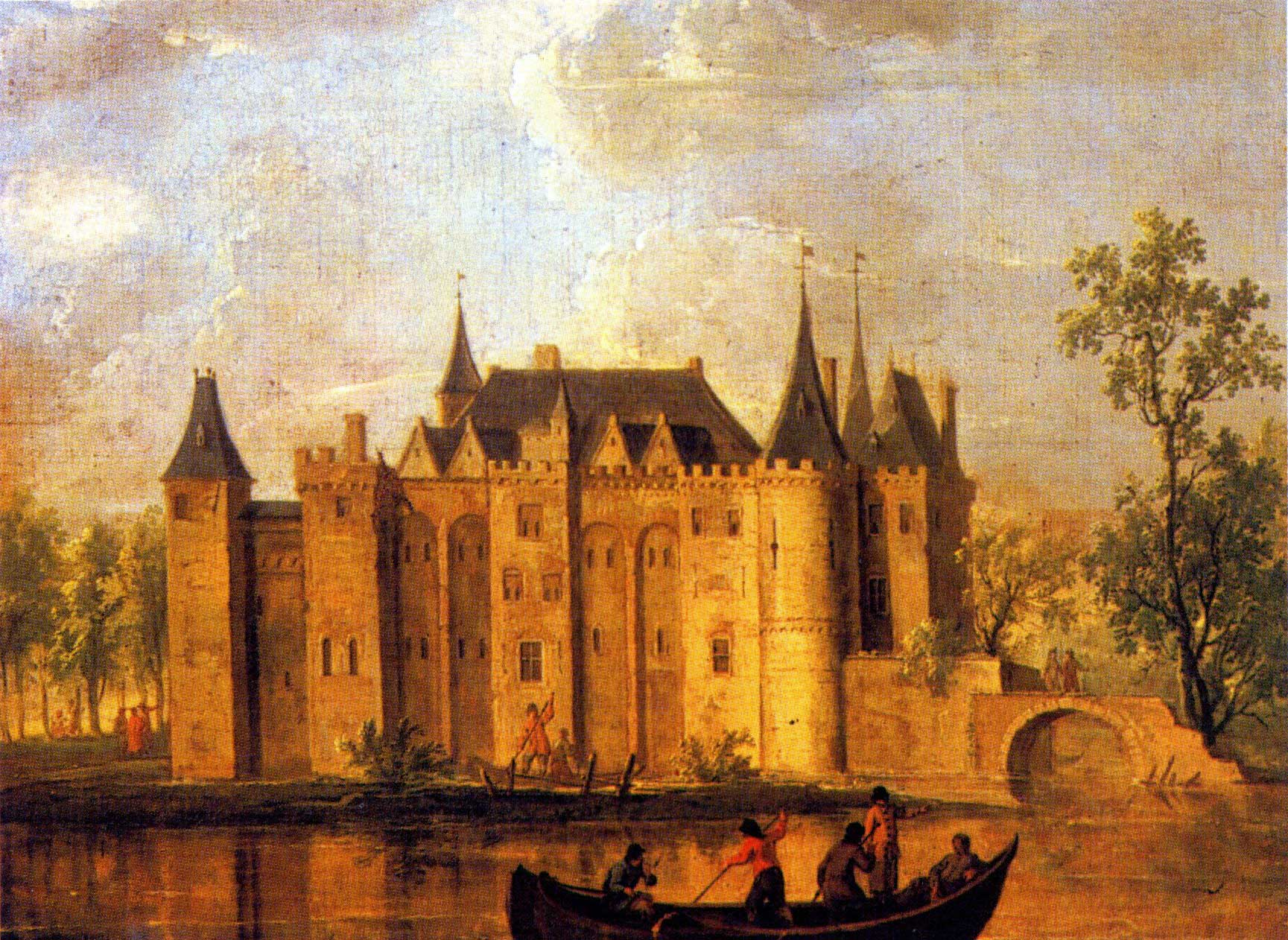
Het middeleeuwse kasteel van Gouda (geschilderd door Christoffel Pierson, meer dan 100 jaar na de afbraak).

In 1361 en 1438 richtten stadsbranden grote schade aan in de stad. Zo zouden bij de stadsbrand van 1438 slechts vier huizen gespaard zijn gebleven. Na de verovering van Gouda door de Geuzen op 21 juni 1572 werd het kasteel van Gouda in 1577 gesloopt, om het zo niet in handen te laten vallen van de Spanjaarden bij een eventuele herovering. Het is echter maar de vraag of dit de daadwerkelijke reden van de afbraak was, of dat de Goudse bevolking de oorlog aangreep om zich van het kasteel en zijn eigenaar te verlossen. De definitieve afbraak van het kasteel werd pas in 1808 voltooid, toen de Chartertoren werd gesloopt. Nog voordat het kasteel volledig was gesloopt, verrees ter hoogte van de vroegere binnenplaats op de fundering van het kasteel een molen. Nadat deze molen in 1831 was afgebrand, werd deze een jaar later vervangen door de molen 't Slot, die nog altijd overeind staat.

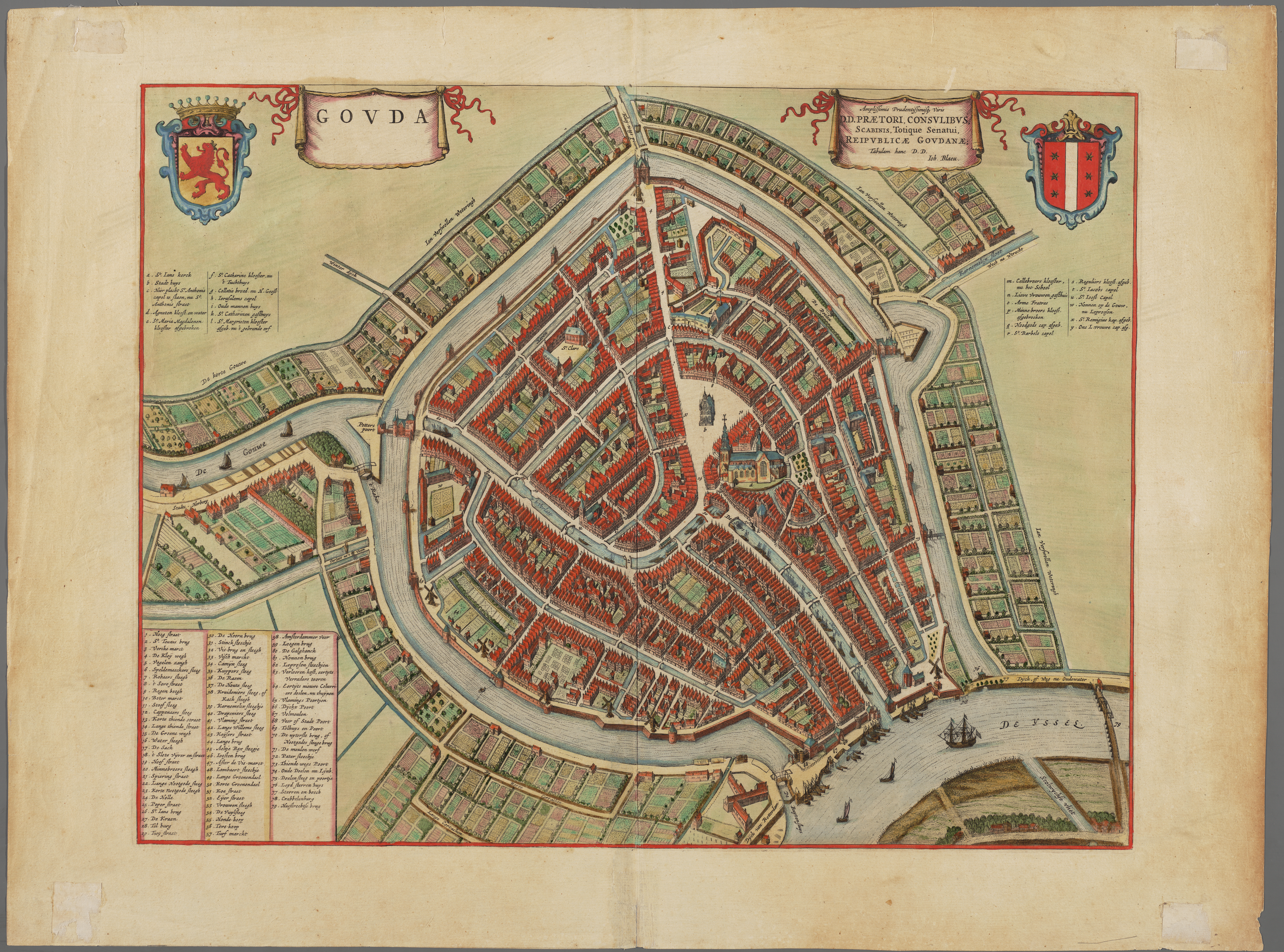
Kaart van Gouda in 1652 door Blaeu

In het laatste kwart van de 16e eeuw had Gouda ernstige economische problemen. In de eerste helft van de 17e eeuw krabbelde de stad weer op en tussen 1665 en 1672 kende de stad zelfs een tijd van grote vooruitgang en bloei. Toen in het rampjaar 1672 echter de Hollandse Oorlog uitbrak kende de stad opnieuw een economische terugval. Hoewel de economie na 1700 nog eenmaal opveerde, zou de terugval uiteindelijk tot ver in de 19e eeuw duren. In 1673 werd Gouda voor de vierde en ergste maal getroffen door de pest. De epidemie kostte 2.995 mensen het leven, ongeveer 20% van de bevolking. Bovendien kreeg Gouda te maken met opstandige boeren uit de omgeving, die in juni 1672 het stadhuis 24 uur lang bezetten.

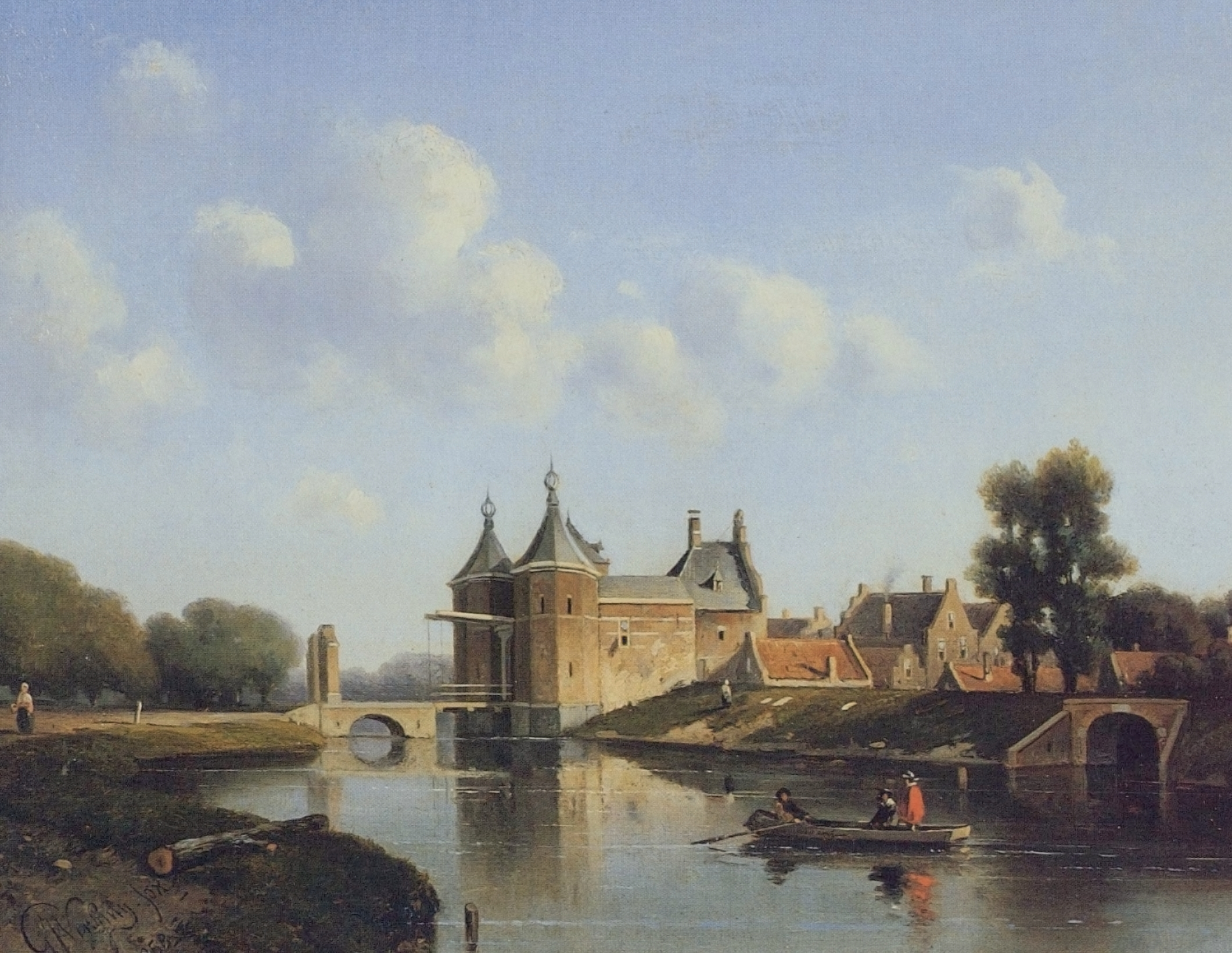
De Tiendewegspoort op een schilderij uit 1858 van Gijsbert Johannes Verspuy. De poort was vier jaar daarvoor reeds afgebroken.

In de 19e eeuw werden de stadsmuren van Gouda gesloopt; de laatste stadspoort werd in 1854 afgebroken. In deze periode had Gouda ook te maken met cholera-epidemieën, de eerste uitbraak was in 1832 een feit. Onder andere dankzij het aanleggen van een riolering en een waterleidingnet wist men de ziekte aan het eind van de 19e eeuw terug te dringen. Rond diezelfde tijd begon Gouda ook eindelijk te profiteren van het betere economische klimaat. Bedrijven als de Stearine Kaarsenfabriek en de Goudsche Machinale Garenspinnerij hadden hierin een belangrijk aandeel. In 1855 werd het station Gouda in gebruik genomen aan de nieuwe spoorlijn Utrecht - Rotterdam. Vijftien jaar later volgde ook de spoorverbinding met Den Haag. In het begin van de 20e eeuw, begon de stad met uitbreiden buiten de singels. De wijken Korte Akkeren, Kort Haarlem en Kadebuurt werden in de eerste helft van deze eeuw gebouwd.
In de Tweede Wereldoorlog was Gouda enige malen het doelwit van bombardementen door de geallieerden. In 1941 werden onder andere de Noothoven van Goorstraat, Fluwelensingel en de Krugerlaan getroffen. In 1944 werd onder andere de Vest geraakt en raakte de dijk van de Nieuwe Gouwe beschadigd. Het station werd tot tweemaal toe getroffen tijdens bombardementen in november 1944. In het totaal vielen er bij de bombardementen in Gouda 45 doden. Van de Goudse Joden werden er 328 vermoord tijdens de bezetting, slechts 40 overleefden de Holocaust.

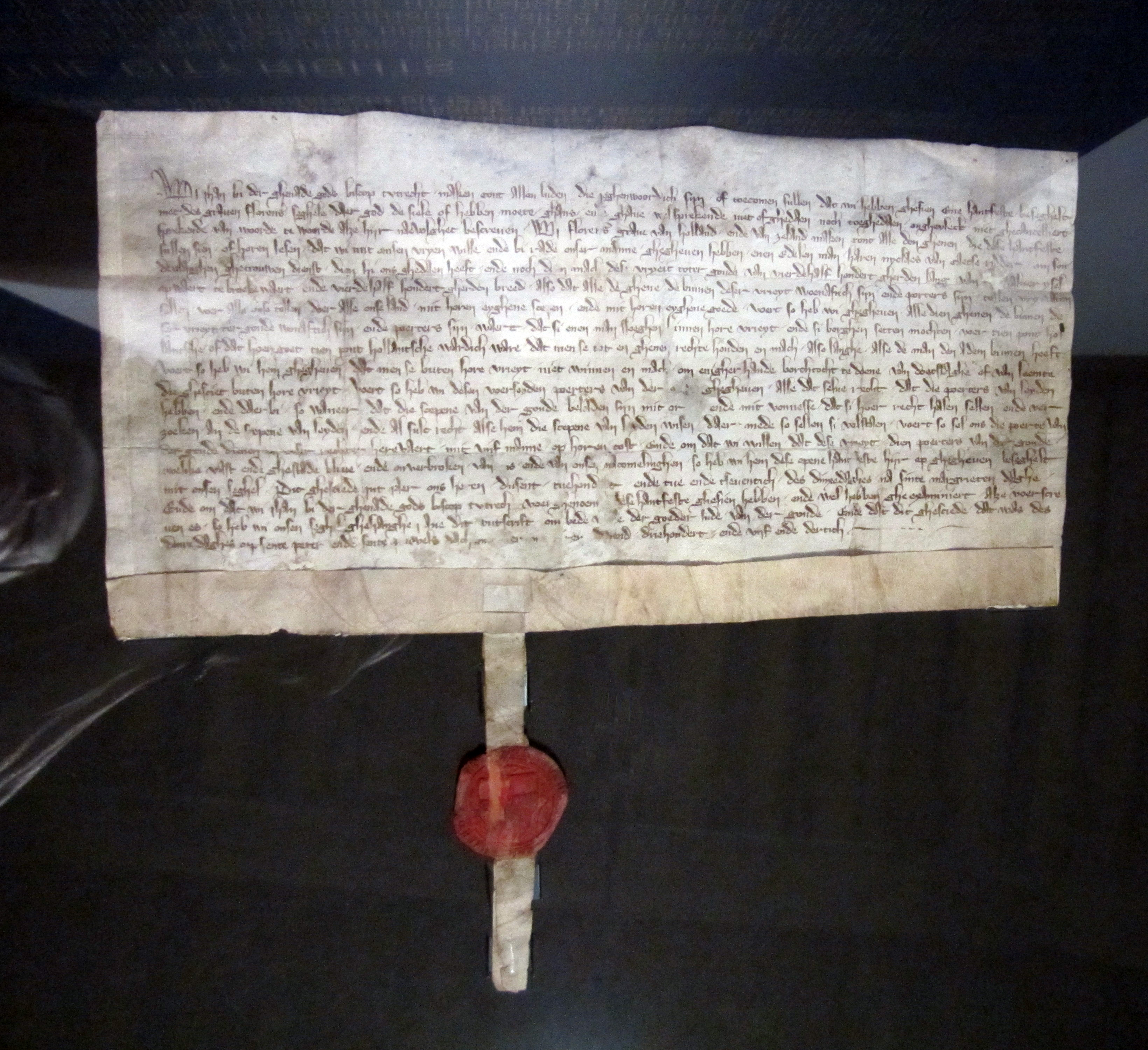
Oorkonde stadsrecht Gouda uit 1335

Na de bezetting breidde Gouda zich verder uit en werden de wijken Oosterwei, Bloemendaal en Goverwelle gerealiseerd. In 1940 werd met de demping van de Nieuwehaven een begin gemaakt met het dichten van de grachten in de binnenstad. Na de Tweede Wereldoorlog werden ook de Raam, het Nonnenwater, de Naaierstraat en de Achter de Vismarkt gedempt. Mede vanwege de protesten vanuit de burgerij en de veranderde inzichten bij stedenbouwkundigen werd echter niet verdergegaan met het dempen van de historisch waardevolle stadsgrachten. In 1977 verdween de wekelijkse varkensmarkt, de grootste in Nederland, uit de stad. De wekelijkse kaasmarkt op donderdag bleef alleen als toeristisch fenomeen gehandhaafd. Het huidige hoofdstation is gebouwd in 1984, maar het gebied rond het station, de Spoorzone, wordt sinds 2015 onder handen genomen. Tevens breidde de stad na de realisering van Goverwelle in de jaren tachtig en negentig weer uit met de wijk, Westergouwe.
In 2022 werd gevierd dat de stad 750 jaar geleden stadsrechten kreeg. In dit jubileumjaar werd in Museum Gouda de officiële kopie van de oorkonde met het stadsrecht van Gouda tentoongesteld. Deze kopie werd in 1335 door de bisschop van Utrecht opgesteld als vervanging van de verloren gegane originele oorkonde. Sindsdien is deze kopie het bewijs van het stadsrecht uit 1272.

## Geografie

### Topografie
Gouda ligt in het oosten van de provincie Zuid-Holland en is onderdeel van de metropoolregio Randstad. De gemeente heeft goede verbindingen met de grote steden binnen en buiten de Randstad, maar ligt toch in een natuurlijk, landelijk gebied: het Groene Hart. Bij Gouda komen de Hollandse IJssel en de Gouwe samen. In de omgeving van Gouda liggen de drie grote steden Den Haag, Rotterdam en Utrecht. De stad maakt deel uit van het COROP-gebied Oost-Zuid-Holland en ligt in het Hoogheemraadschap van Rijnland.
Gouda kent vier buurgemeenten. In het noordoosten en langs de Reeuwijkse plassen grenst de gemeente aan Bodegraven-Reeuwijk. In het noordwesten is de A12 de scheidslijn tussen Gouda en Waddinxveen. In het zuidwesten, grenzend aan Zuidplas, ligt een van de weinige stukken landelijk gebied die binnen de gemeentegrenzen van Gouda vallen. In het zuiden grenst Gouda aan de gemeente Krimpenerwaard.
De gemeente Gouda heeft een oppervlakte van slechts 18,10 km², waarvan 16,92 km² land. De gemeentegrenzen van Gouda vallen vrijwel samen met de stadsgrenzen. Rond 2010 kwam Gouda in beeld om samengevoegd te worden in het kader van gemeentelijke herindelingen. Nadat de bevolking van Waddinxveen zich in 2010 per referendum in grote meerderheid uitsprak tegen samenvoeging met Gouda, ging deze optie van de baan.

### Geologie en landschap
De binnenstad van Gouda ligt op een kleiige ondergrond. Een groot deel van de stad ligt op een zachte veengrond. Deze slappe bodem zorgt ervoor dat delen van de stad door inklinking voortdurend verzakken. Maatregelen om deze verzakkingen tegen te gaan kosten de stad veel geld en hebben van Gouda zelfs lange tijd een Artikel 12-gemeente gemaakt.
Gouda wordt grotendeels omringd door natuur, in de vorm van weilanden en polders. De Krimpenerwaard, gelegen ten zuiden van de stad, grenst nagenoeg direct aan de binnenstad. Aan de westkant ligt de droogmakerij de Zuidplaspolder. Hieronder valt ook het gebied binnen de gemeentegrenzen ten westen van de Gouwe: daar liggen de buurtschappen Broek, Broekhuijzen en Thuil en daar bestaat het landschap nog voornamelijk uit weiland. De in ontwikkeling zijnde woonwijk Westergouwe brengt hierin verandering. Met Westergouwe breidt Gouda zich uit tot aan de grens met Moordrecht, onderdeel van de gemeente Zuidplas.

### Wateren

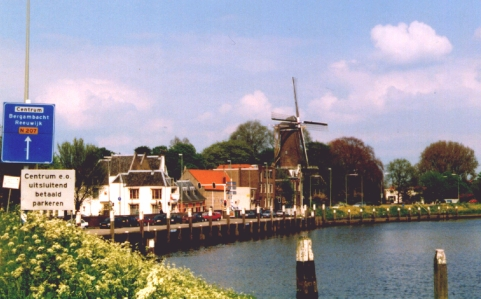
De Hollandse IJssel in de omgeving van de binnenstad

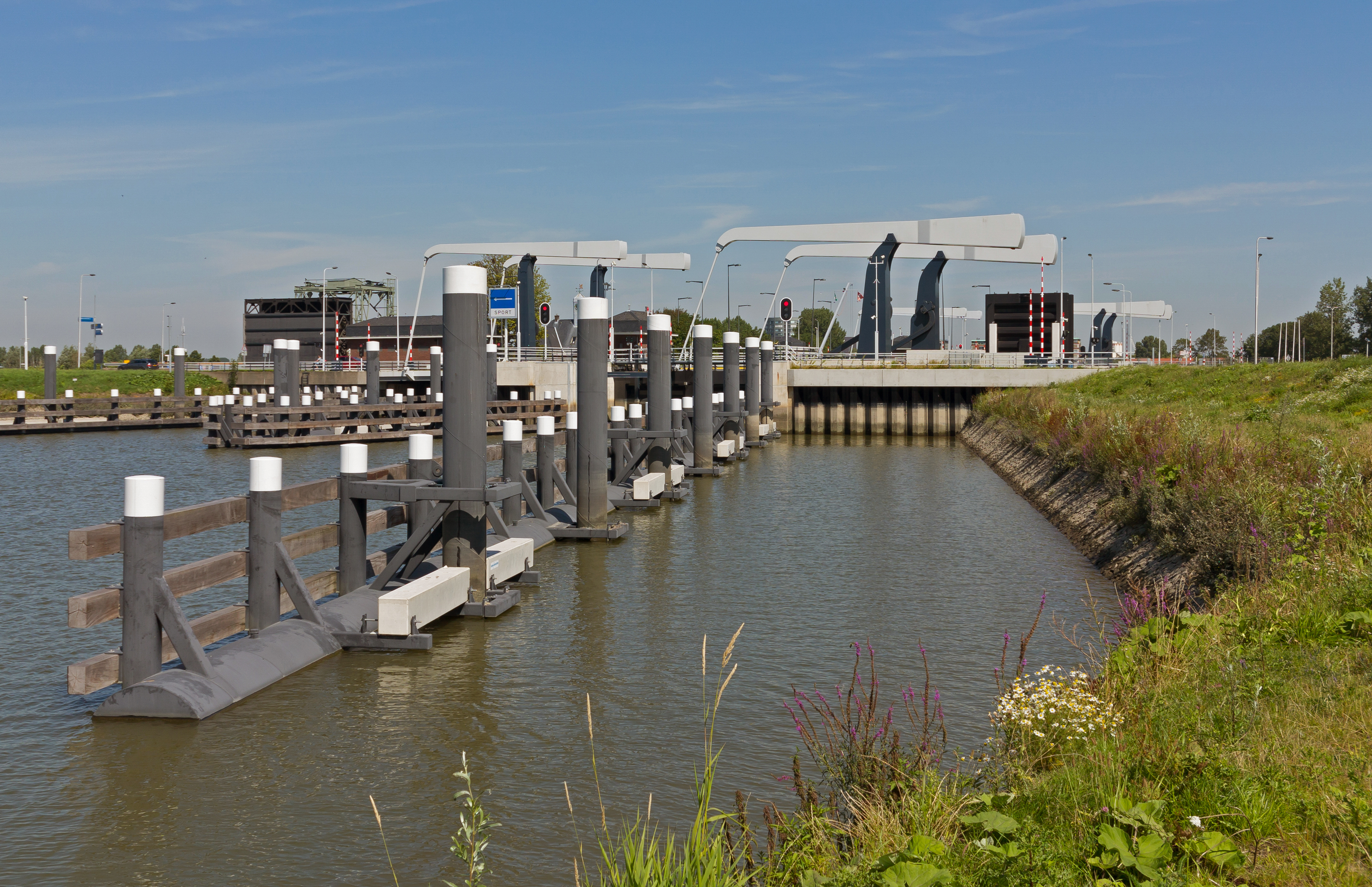
Gouda, de Julianasluis

Gouda ligt aan twee rivieren: aan de zuidkant grenst de stad aan de Hollandse IJssel en ten westen van de stad ligt de Gouwe.
Met name in het verleden hebben beide rivieren een grote rol gespeeld in de geschiedenis van Gouda en de vaarverbindingen tussen Vlaanderen en Nederland. Die verbinding door de binnenwateren werd binnen doer of binnen dunen genoemd en was een veilig alternatief voor de route over de Noordzee. De schepen voeren door de binnenstad van Gouda en moesten daar niet alleen tol betalen, maar zorgden met hun aanwezigheid ook voor bedrijvigheid in de stad. Hoewel het belang van Gouda en de vaarverbinding in de loop der eeuwen afnam, kreeg de scheepvaart met steeds meer problemen te maken. De wachtduur voor het passeren van de sluizen en de grootte van de schepen maakten een omlegging van de route noodzakelijk. In 1936 werd daartoe het Gouwekanaal in gebruik genomen. De scheepvaart hoeft sindsdien niet meer via de Havensluis of de Mallegatsluis door de binnenstad te varen, maar kan gebruikmaken van de Julianasluis in het Gouwekanaal.
De Gouwe en de Hollandse IJssel zijn beide populaire rivieren voor de beroepsvaart en de pleziervaart. Fysiek vormen de twee rivieren ook de begrenzing van de stad: de bebouwing houdt vooralsnog nagenoeg op buiten deze wateren. Het spoorverkeer tussen Gouda en het westen van het land maakt bij het oversteken van de Gouwe gebruik van de twee Gouwespoorbruggen.

### Wijkoverzicht

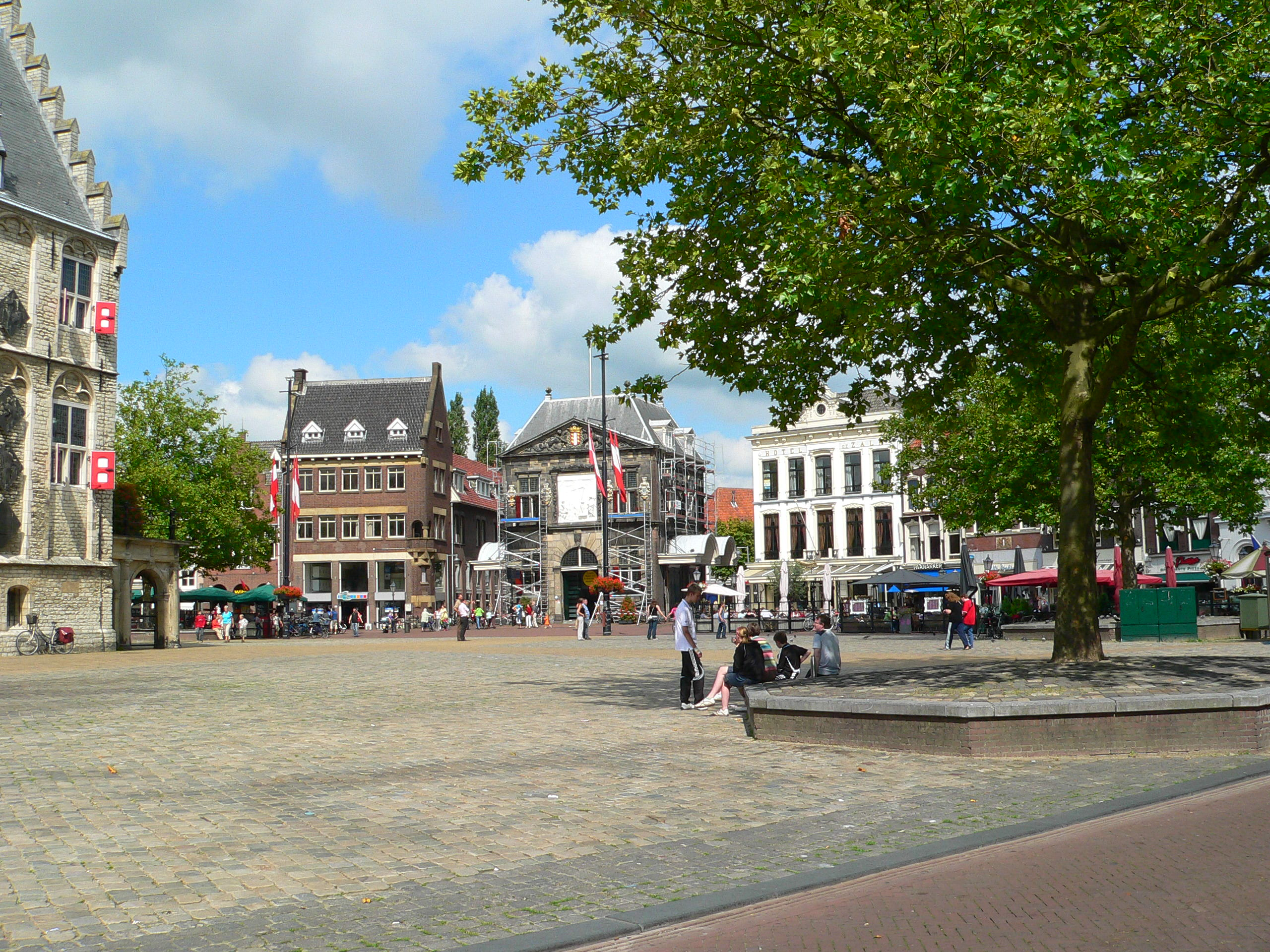
De Markt vormt het centrum van de Goudse binnenstad

De gemeente Gouda is verdeeld in negen wijken. De historische kern van Gouda bevindt zich in de wijk Binnenstad. Het gebied binnen de singels biedt plaats aan veel winkels en horeca en is het podium voor evenementen als de Oranjenacht, de Singelloop en Gouda bij Kaarslicht (voorheen: Kaarsjesavond). Meer historische buurten zijn te vinden in de omgeving van de binnenstad, al heeft het lang geduurd voordat de stad werkelijk buiten de singels begon te bouwen.
Een van de oudste delen van de stad buiten de singels van Gouda is de wijk Korte Akkeren, die werd opgeleverd rond 1900. Korte Akkeren ligt ten westen en zuidwesten van het centrum en wordt bijna geheel door water ontsloten. In Korte Akkeren ligt ook het industrieterrein Kromme Gouwe. Verder naar het westen liggen veel polders, waarvan een deel hoort bij de Oostpolder in Schieland.

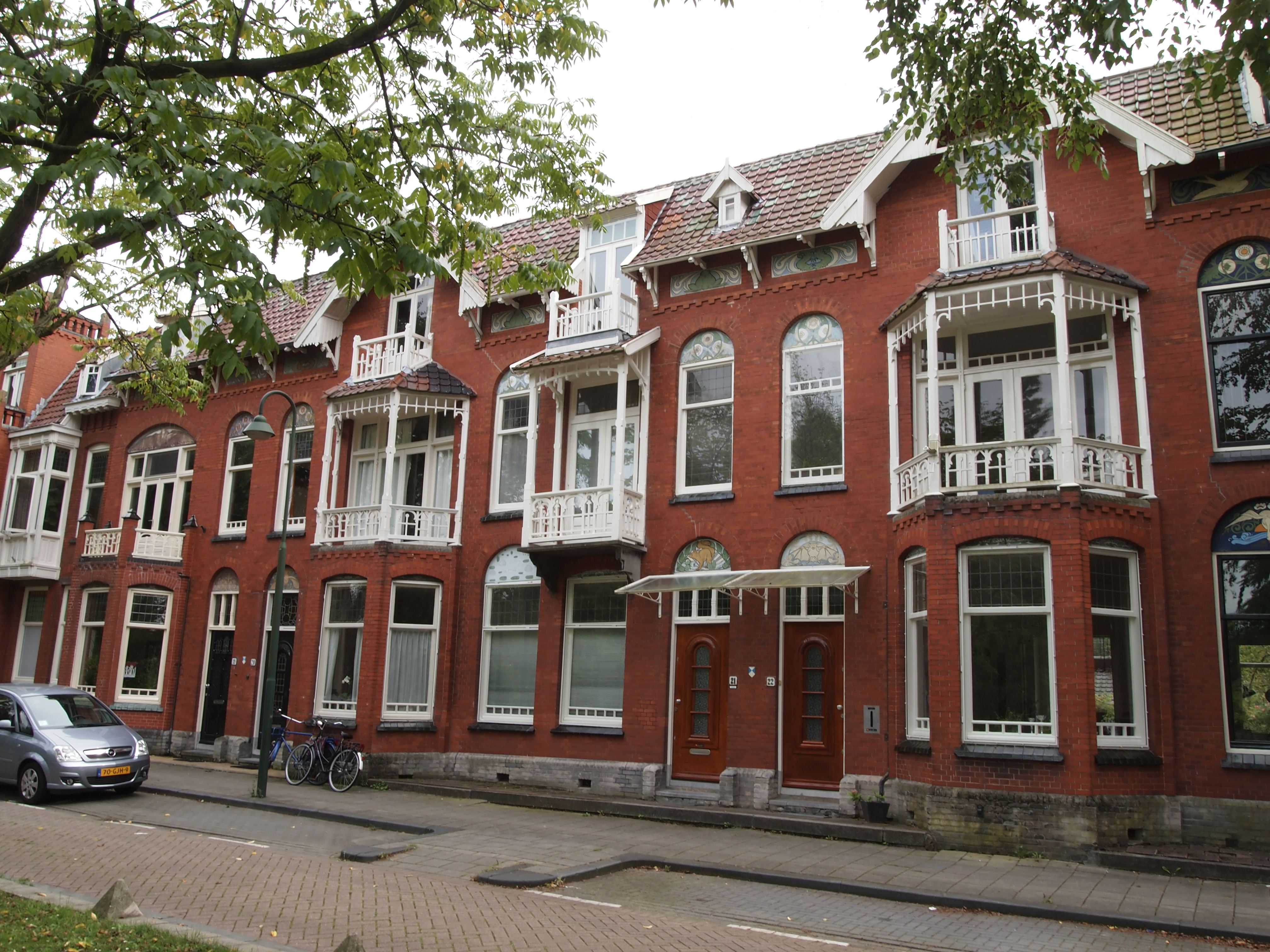
Jugendstilpanden aan de rand van het Van Bergen IJzendoornpark

Ten noordwesten van de binnenstad, die voor het grootste deel door singels wordt omringd, ligt Nieuwe Park, dat deel uitmaakt van de wijk Binnenstad, maar zelf ook weer is onderverdeeld in een oostelijk- en westelijk gedeelte. Nieuwe Park wordt soms ook als aparte wijk gezien. In het westen ligt het bedrijventerrein Gouwe Spoor, in het oosten een aantal scholen, woningen en het hoofdstation. Aan en in de directe omgeving van het Van Bergen IJzendoornpark staan enkele royale herenhuizen, opgetrokken in verschillende stijlen.
Aan de noordkant van het spoor ligt Bloemendaal, dat opgeleverd werd in de jaren zeventig van de 20e eeuw en circa 9.100 inwoners heeft. In Bloemendaal bevinden zich het bedrijventerrein Goudse Poort, een sportcomplex en de hoofdlocatie van het Groene Hart Ziekenhuis. Ter hoogte van de Bloemendaalseweg ligt de grens tussen Bloemendaal en de naastgelegen wijk Plaswijck, de grootste wijk van de stad met bijna 13.000 inwoners. Bloemendaal en Plaswijck delen een winkelcentrum en vormen samen met de wijk Gouda Noord, inclusief Achterwillens het gebied ten noorden van het spoor. Aan de noordoostrand grenst de stad aan de Goudse Hout en de Reeuwijkse plassen. Hierbuiten beginnen de weilanden die Gouda omringen en op sommige plaatsen zelfs nog in de stad zelf terug zijn te zien. De Bloemendaalseweg en de Voorwillenseweg zijn allebei wegen met een landelijk aandoend karakter, hoewel ze inmiddels voor een groot deel door nieuwbouw worden omgeven.

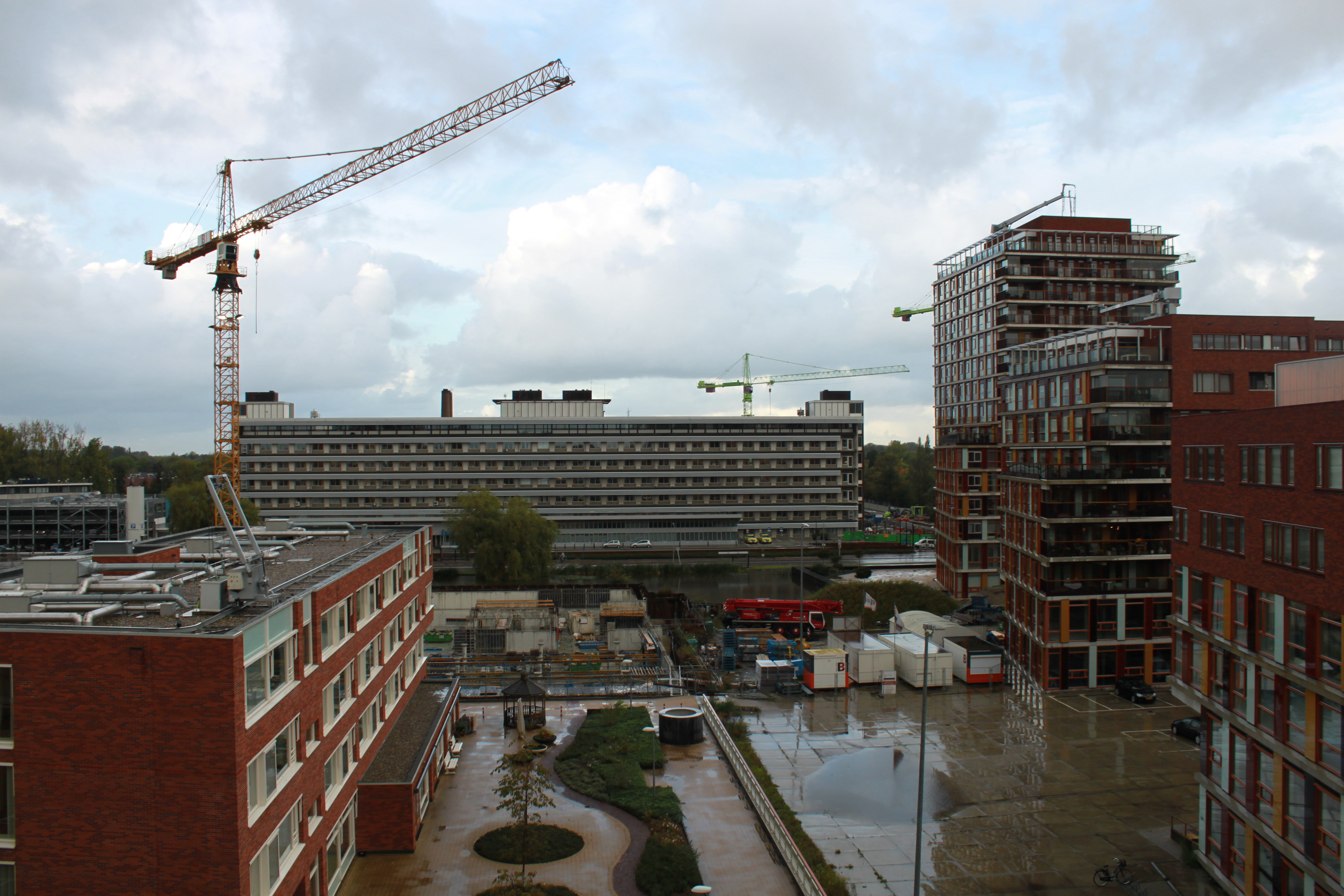
Herontwikkeling van het Boerhaavekwartier in de wijk Bloemendaal

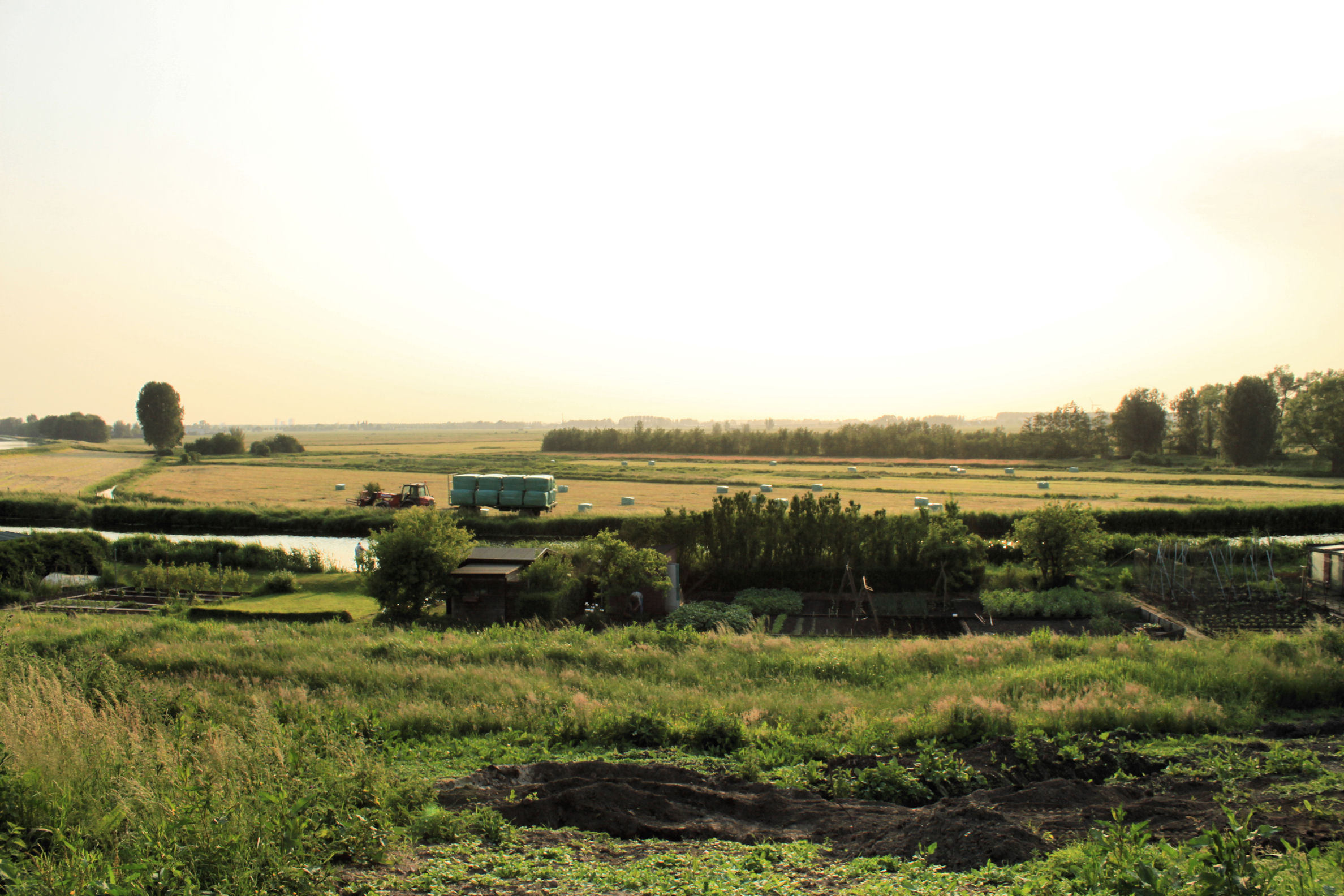
Het landelijke gebied in het zuidwesten van de gemeente waar sinds 2016 de wijk Westergouwe wordt gebouwd

Weer ten zuiden van het spoor bevindt zich de wijk Kort Haarlem. Het westelijke deel van Kort Haarlem is gelegen tussen de binnenstad en de Joubertstraat. Hoewel het grootste deel van de huizen hier dateert van de eerste helft van de 20e eeuw, zijn er ook nog enkele historische panden te vinden, in het bijzonder langs de Karnemelksloot. Gouda Oost, dat onder meer de buurt Oosterwei omvat, maakt ook deel uit van Kort Haarlem. De wijk grenst aan de Hollandse IJssel, die de naastgelegen wijk Stolwijkersluis van de rest van Gouda afsluit. Met slechts 410 inwoners is dit een zeer dunbevolkte wijk. In de jaren tachtig en negentig is in het zuidoosten van Gouda de wijk Goverwelle gerealiseerd. Dit is de dichtst bevolkte wijk, met een bevolkingsdichtheid van gemiddeld 79 inwoners per hectare.
Verdere ontwikkelingen vinden vooral plaats aan de westrand van de stad, waar de wijk Westergouwe verrijst, en in het stationsgebied. In dit gebied, beter bekend als de Spoorzone, zijn het gemeentehuis en een bioscoop ondergebracht. Voor verdere invulling zijn een hotel, parkeergarage, winkelcentrum en enkele kantoren gepland.
| \| Wijk \| Postcode \| Inwoners (2021) \| \| \| Binnenstad \| 2801 \| 8.457 (inclusief Nieuwe Park) \| \| \| Korte Akkeren \| 2802 \| 9.625 \| \| \| Bloemendaal \| 2803 \| 9.597 \| \| \| Plaswijck \| 2804 \| 12.415 \| \| \| Gouda Noord \| 2805 \| 10.324 (inclusief Achterwillens) \| \| \| Kort Haarlem \| 2806 \| 9.828 (inclusief Gouda Oost) \| \| \| Goverwelle \| 2807 \| 10.911 \| \| \| Stolwijkersluis \| 2808 \| 445 \| \| \| Westergouwe \| 2809 \| 2.078 \| \| \| Totaal \| 280X \| 73.680 \| \| Bron: Gouda in cijfers (geraadpleegd 9 april 2022) |          |                                  |  |
| Wijk | Postcode | Inwoners (2021)                  |  |
| Binnenstad | 2801     | 8.457 (inclusief Nieuwe Park)    |  |
| Korte Akkeren | 2802     | 9.625                            |  |
| Bloemendaal | 2803     | 9.597                            |  |
| Plaswijck | 2804     | 12.415                           |  |
| Gouda Noord | 2805     | 10.324 (inclusief Achterwillens) |  |
| Kort Haarlem | 2806     | 9.828 (inclusief Gouda Oost)     |  |
| Goverwelle | 2807     | 10.911                           |  |
| Stolwijkersluis | 2808     | 445                              |  |
| Westergouwe | 2809     | 2.078                            |  |
| Totaal | 280X     | 73.680                           |  |

### Parken en natuurgebieden

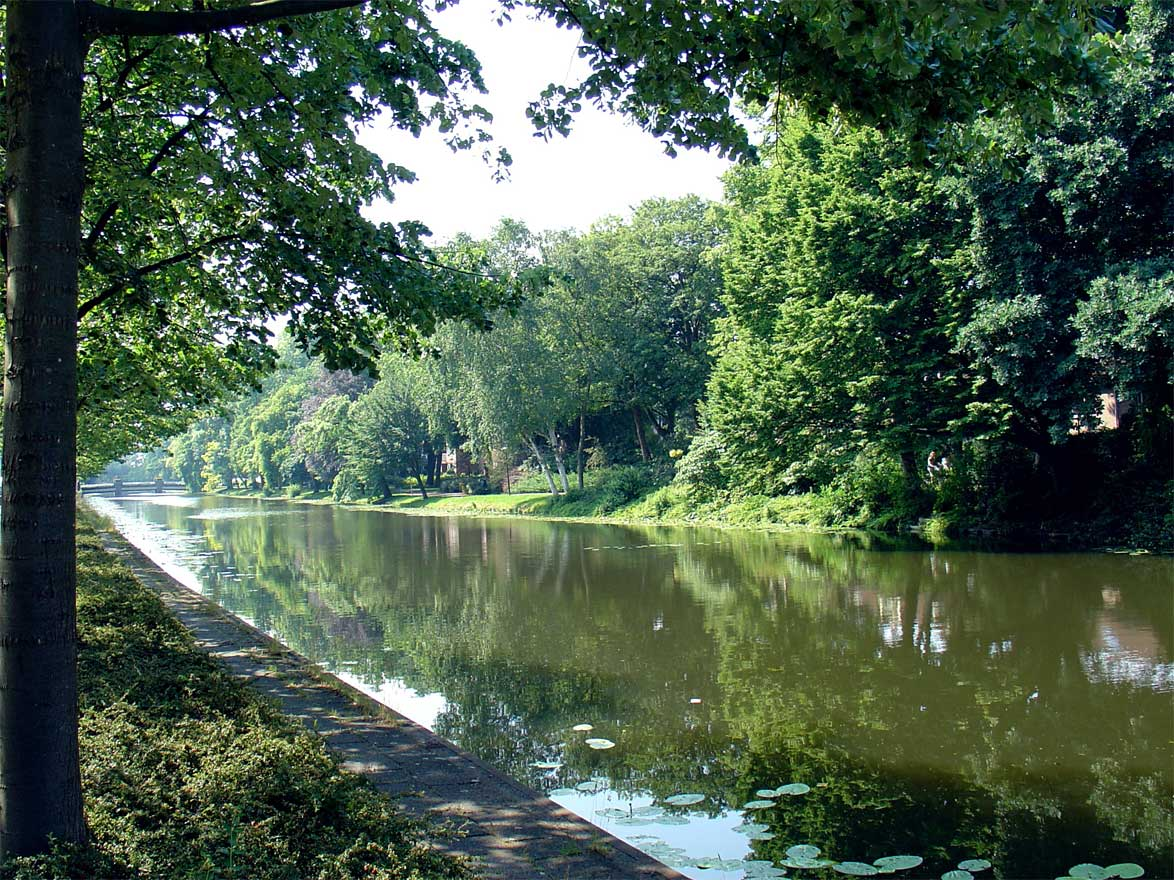
Het Houtmansplantsoen in Gouda, gezien vanaf de Fluwelensingel

Hoewel Gouda voor een groot deel door natuur wordt omgeven, ligt de oppervlakte aan groen binnen de gemeente onder het landelijk gemiddelde. Er zijn wel natuurgebieden, maar deze liggen voornamelijk aan de rand van de gemeente of er net buiten, zoals de natuur- en recreatiegebieden Noorderhout en de Geluidswal langs de A12. Aan de oostkant van de stad liggen de Goudse Hout – een verkaveld groengebied – en het Steinse Groen, gelegen langs de wijk Goverwelle. Bovendien ligt ten noordoosten van de stad in de buurgemeente Bodegraven-Reeuwijk een uitgestrekt merengebied, de Reeuwijkse plassen. Deze veenplassen zijn in de 18e eeuw ontstaan door de turfwinning en hebben inmiddels een recreatieve functie gekregen. In de zomer is het mogelijk hier te zwemmen, te zeilen of te varen; in strenge winters kan op de plassen geschaatst worden. Naar het oordeel van Gouwenaars zijn de binnenstad, de Korte Akkeren en Goverwelle het minst groen.
De woonwijk Westergouwe is nog in aanbouw.
In de binnenstad bevinden zich in de nabijheid van de Sint-Janskerk de Vroesentuin, tot 1832 het kerkhof, en de Catharinatuin bij Museum Gouda met een permanente beeldenexpositie. Langs de stadssingels, eveneens in de binnenstad, bevinden zich het Houtmansplantsoen en het Regentesseplantsoen. De vroegere burgemeester Albertus Adrianus van Bergen IJzendoorn schonk zijn tuin aan de gemeente. Deze tuin werd bij het Houtmansplantsoen gevoegd. Ook schonk hij een legaat aan de gemeente en hiermee werd rond 1900 het Van Bergen IJzendoornpark aangelegd. Dit park werd in de zogenaamde landschapsstijl aangelegd. In 1910 werd het park uitgebreid met het meer symmetrisch aangelegde Nieuwe Park. In de wijk Bloemendaal werd in de jaren zeventig van de 20e eeuw op een voormalige huisvuilstortplaats het Groenhovenpark aangelegd. Aan de achterzijde van het Groene Hart Ziekenhuis bevindt zich, eveneens in Bloemendaal, het Park Atlantis.

## Demografie
De gemeente Gouda heeft per 22 november 2024 75.758 inwoners. De oppervlakte bedraagt 1.811 ha, de bevolkingsdichtheid is 42,0 inwoners per ha. Op 1 januari 2007 waren er 29.984 woningen, waarvan 52% koopwoningen.

### Ontwikkeling van het inwonertal

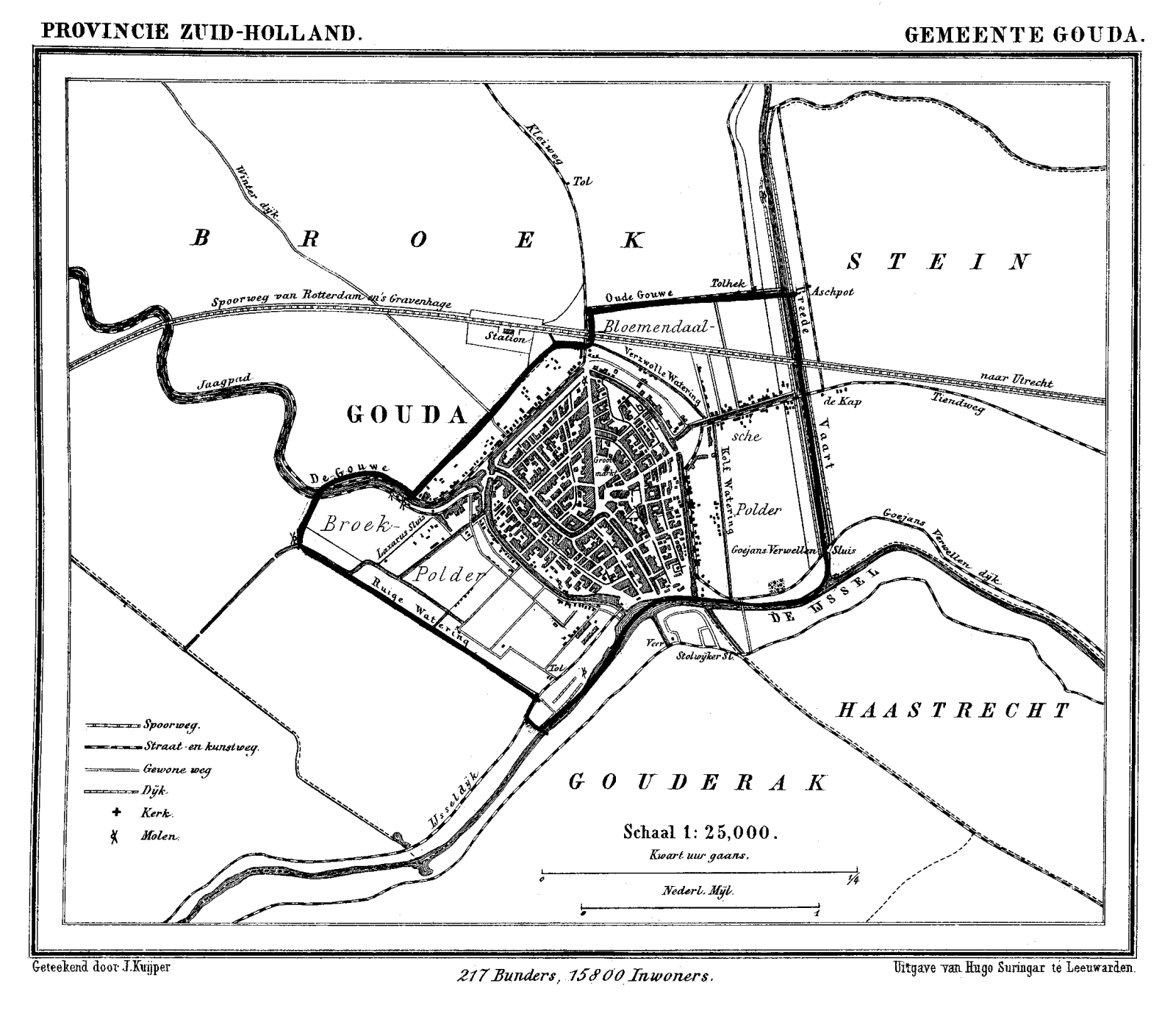
Gouda op een kaart uit 1866: pas aan het eind van de 19e eeuw breidde de bebouwing zich uit voorbij de stadssingels

In de middeleeuwen groeide Gouda uit tot een grote en belangrijke stad in Holland. Rond 1477 bereikte het inwonertal een voorlopig hoogtepunt van ruim 10.000, mogelijk 13.000 inwoners. Daarna nam het aantal inwoners echter sterk af en bleef de omvang van de stad lange tijd gelijk. Ook in de eeuwen die volgden verliep de bevolkingsgroei in Gouda, als daar al sprake van was, maar traag, in tegenstelling tot veel andere Hollandse steden. In 1572 had Gouda nog ongeveer evenveel inwoners als een eeuw eerder, in 1622 was het bevolkingsaantal toegenomen tot 14.880, maar ook daarna bleef Gouda niet doorgroeien.
Aan het begin van de 20e eeuw had Gouda de grens van 20.000 inwoners inmiddels overschreden. Toen de Tweede Wereldoorlog uitbrak was het aantal van 30.000 reeds gepasseerd. Na de Tweede Wereldoorlog bleef de stad groeien, het bevolkingscijfer steeg van circa 35.000 naar 46.000 inwoners in 1970. Twintig jaar later, in 1990, woonden er meer dan 64.000 mensen in Gouda. Tot het eind van de jaren negentig groeide de stad nog redelijk snel door. Vanaf dat moment groeide het inwoneraantal nog maar traag tot een voorlopig hoogtepunt van 71.799 inwoners op 1 januari 2004.
Van 2004 tot en met 2008 is de bevolking licht gekrompen, maar is daarna wederom zeer licht gaan groeien. De verwachting is dat ook in de toekomst een groei zal plaatsvinden, met name dankzij een aantal nieuwbouwprojecten: tot 2020 worden naar verwachting ongeveer 6.290 nieuwe woningen gebouwd, waaronder 3.740 in Westergouwe.
Op 14 september 2022 werd de 75.000e inwoner geboren. Verwacht wordt dat het bevolkingscijfer toe zal nemen tot 81.613 in 2025. Daarbij is er onduidelijkheid over eventuele gebiedscorrecties of fusies met buurgemeenten, die de groei van de gemeente nog verder zouden kunnen bevorderen. In onderstaande grafiek is de bevolkingsontwikkeling van Gouda vanaf de middeleeuwen weergegeven.

### Samenstelling
| Groep                                                             | Aantal inwoners |
| ----------------------------------------------------------------- | --------------- |
| Bevolking zonder migratieachtergrond                              | 53.985          |
| Bevolking met migratieachtergrond waarvan Marokkaanse achtergrond | 19.700 7.025    |
| Totaal 2021                                                       | 73.685          |

Van de Gouwenaars is 25% 19 jaar of jonger. Achttien procent is tussen de 19 en 35 jaar oud en 22% is 35 tot en met 49 jaar oud. Twintig procent valt in de leeftijdscategorie 50-64 en 15% is 65 jaar of ouder. Gouda heeft voor het eerst sinds jaren in 2009 een migratieoverschot van +171 en tevens een positief geboortesaldo van +247.
Op 1 januari 2011 werkten de meeste Gouwenaren in de gezondheidszorg (26%), de zakelijke dienstverlening (12%), de industrie (10%) en in de detailhandel (10%). Het werkloosheidspercentage bedroeg per 1 januari 2011 8%: er waren 2.669 niet werkende werkzoekenden op een beroepsbevolking van 33.200. Op 1 januari 2011 waren er 32.559 personen werkzaam in de gemeente.
Op 1 januari 2021 had in Gouda circa 26,7% van de bevolking een migratieachtergrond. Het grootste deel van deze groep heeft een Marokkaanse migratiegrond: 9,5% van de totale Goudse bevolking.
In de wijk Gouda-Oost wonen naar verhouding de meeste mensen waarvan ten minste één ouder in het buitenland is geboren (47%). Andere wijken met een relatief groot aandeel zijn Korte Akkeren (27%), Achter Willens (26%) en Goverwelle (27%).

### Religie
| Religie in Oost-Zuid-Holland (2003) | Religie in Oost-Zuid-Holland (2003) | Religie in Oost-Zuid-Holland (2003) | Religie in Oost-Zuid-Holland (2003) | Religie in Oost-Zuid-Holland (2003) |
| ----------------------------------- | ----------------------------------- | ----------------------------------- | ----------------------------------- | ----------------------------------- |
|                                     |                                     |                                     |                                     |                                     |
| Rooms-katholiek                     | Rooms-katholiek                     |                                     | 19,9%                               | 19,9%                               |
| Nederlands-hervormd                 | Nederlands-hervormd                 |                                     | 18,8%                               | 18,8%                               |
| Gereformeerd                        | Gereformeerd                        |                                     | 9,8%                                | 9,8%                                |
| Islam                               | Islam                               |                                     | 5,1%                                | 5,1%                                |
| Overige                             | Overige                             |                                     | 2,3%                                | 2,3%                                |
| Niet religieus                      | Niet religieus                      |                                     | 44,1%                               | 44,1%                               |

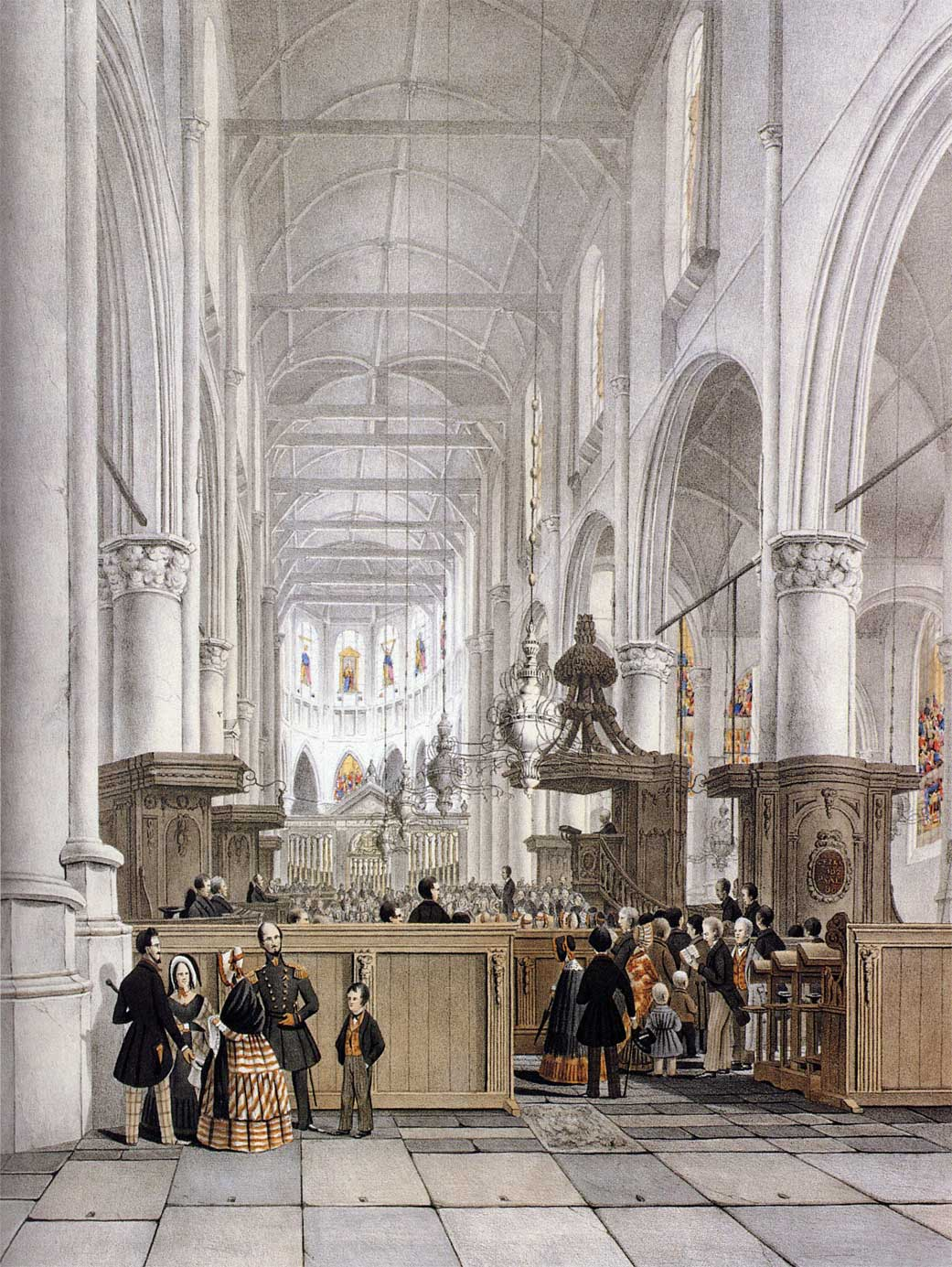
Interieur van de St. Janskerk door Dirk Johannes van Vreumingen

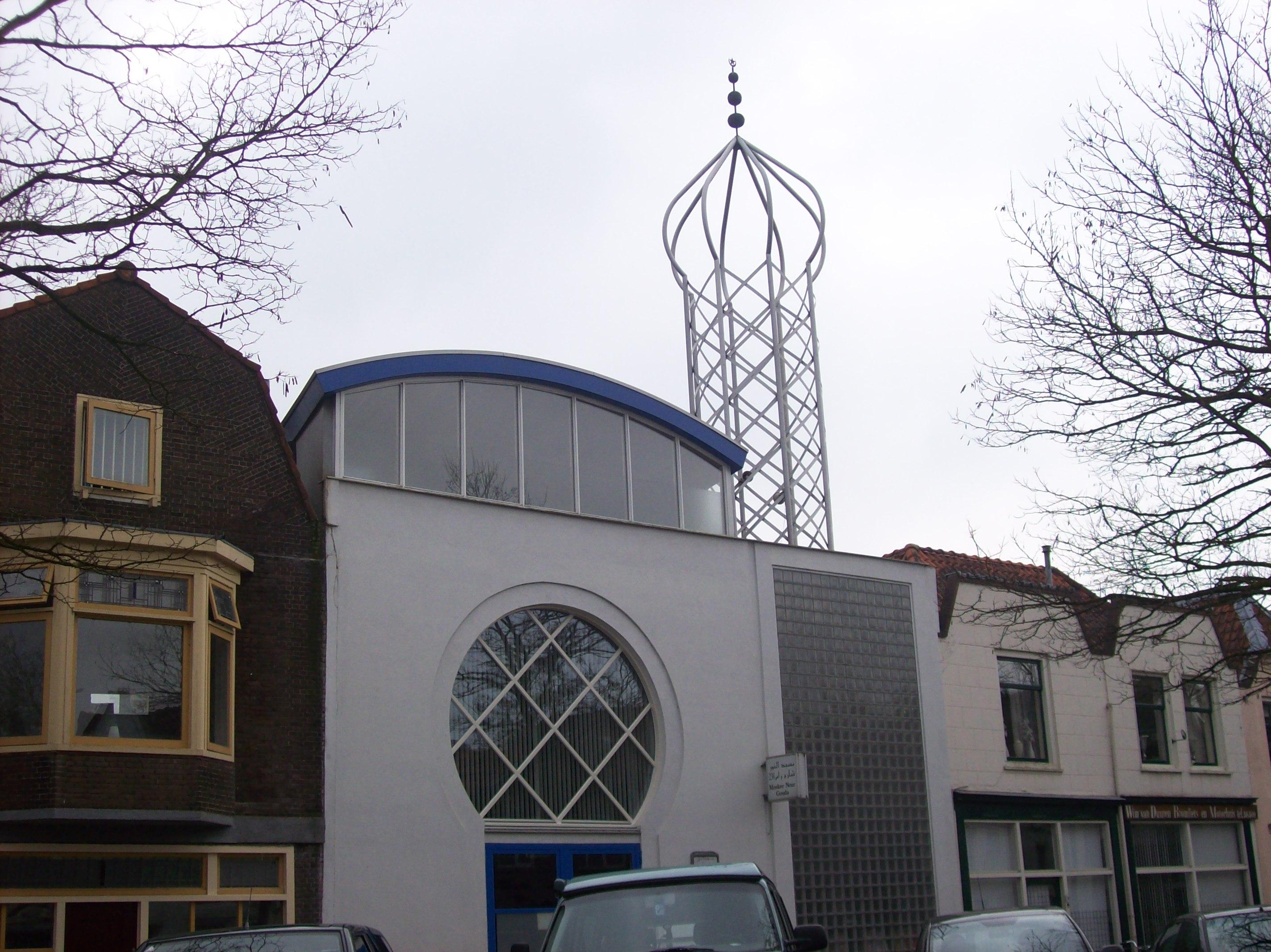
Moskee Nour aan de Raam

Cijfers over religie van enkel de stad Gouda zijn niet bekend. Wel staan in het Permanent Onderzoek Leefsituatie (POLS) van het Centraal Bureau voor de Statistiek (CBS) in 2001-2003 de gegevens van het COROP-gebied Oost-Zuid-Holland, dat naast Gouda destijds ook plaatsen als Alphen aan den Rijn, Bodegraven, Reeuwijk, Schoonhoven, Waddinxveen en Zevenhuizen-Moerkapelle omvatte. Volgens dit onderzoek was in deze periode 19,9 procent van de inwoners rooms-katholiek en behoorde 18,8 procent tot de Nederlandse Hervormde Kerk. Ongeveer 5% is moslim en circa 44% hangt geen religie aan. Gouda wordt soms, maar lang niet altijd, tot de Bijbelgordel gerekend. De stad heeft wel enkele kenmerken van een christelijk beïnvloede stad: de SGP en ChristenUnie krijgen bij verkiezingen samen ongeveer 12% van de stemmen en de stad heeft zowel een middelbare school, een MBO als een HBO op reformatorische grondslag.
Gouda is door de geschiedenis heen een tolerante stad geweest. In de middeleeuwen konden door deze houding, voor een belangrijk deel beïnvloed door Erasmus, andersdenkenden als Dirck Volkertsz. Coornhert zich in Gouda vestigen. Voor boekdrukkers was Gouda eveneens een aantrekkelijke stad door de vrijheid van drukpers. In de zeventiende eeuw bevond Gouda zich in de strijd tussen de remonstranten en contraremonstranten in het remonstrantse kamp. Nadat de Synode van Dordrecht in 1619 de contraremonstranten gelijk had gegeven, kwamen schuilkerken in Gouda nog veelvuldig voor.
Aan het eind van de 18e eeuw werd in Gouda een joodse gemeente opgericht, kort na de burgerlijke gelijkstelling. Een eeuw later, in 1899, telde de joodse gemeenschap ruim 400 leden. De joodse gemeenschap bezat onder andere de synagoge aan de Turfmarkt en het Israëlitische Oude Mannen- en Vrouwenhuis aan de Oosthaven. De Joodse bevolking van Gouda is in de Tweede Wereldoorlog grotendeels weggevoerd naar de vernietigingskampen en vermoord. Na de oorlog werden de gebouwen noodgedwongen verkocht: de synagoge aan de Vrije Evangelische Gemeente en het bejaardentehuis aan de hervormde kerk (Gebouw De Haven). In 1964, bijna 170 jaar na de oprichting, werd de Goudse joodse gemeente opgeheven en bij de joodse gemeente van Rotterdam gevoegd.
De beschermheilige van Gouda is Johannes de Doper. De Sint-Janskerk is aan hem gewijd en de symbolische kleuren wit en rood van Johannes zijn terug te vinden op de Goudse Glazen en in het stadswapen en de vlag, kleuren die eertijds ook gebruikt werden door de heren van der Goude.
Gouda heeft in het verleden meerdere kloosters gekend. Van het kloosterverleden is echter nog maar weinig over, al herinneren straatnamen als Het Klooster, Minderbroederssteeg, Nonnenwater, Patersteeg en Regulierenhof hier nog wel aan. Wel is er nog een groot aantal kerken, waaronder de Sint-Janskerk, de Sint-Joostkapel en de Gouwekerk in de binnenstad. Van recenter datum zijn de drie moskeeën voor de Goudse moslimgemeenschap: Nour, Assalam en El Fath. In de wijk Korte Akkeren bevindt zich het gebouw van de vrijmetselaarsloge "De Waare Broedertrouw", die ongeveer 40 leden van binnen en buiten Gouda heeft.

### Dialect
Het stadsdialect van Gouda is het Gouds. Het Gouds behoort tot de Hollandse dialecten.
De Gouwenaar was niet in staat om de h uit te spreken. Dat werd duidelijk gemaakt met het zinnetje: en ontjie in en okkie mi wat ôôj der in èn en èkkie der vôôr (= een hondje in een hokje met wat hooi er in en een hekje ervoor). In de loop van de 20e eeuw verdween het Goudse dialect geleidelijk naar de achtergrond. De invoering van de leerplicht en de daarmee gepaard gaande verbetering van het onderwijspeil en de uitbreiding van de stad met de komst van nieuwe bewoners maakten dat het zuivere Goudse dialect nauwelijks meer gesproken wordt.

## Politiek en bestuur

### Stadsbestuur

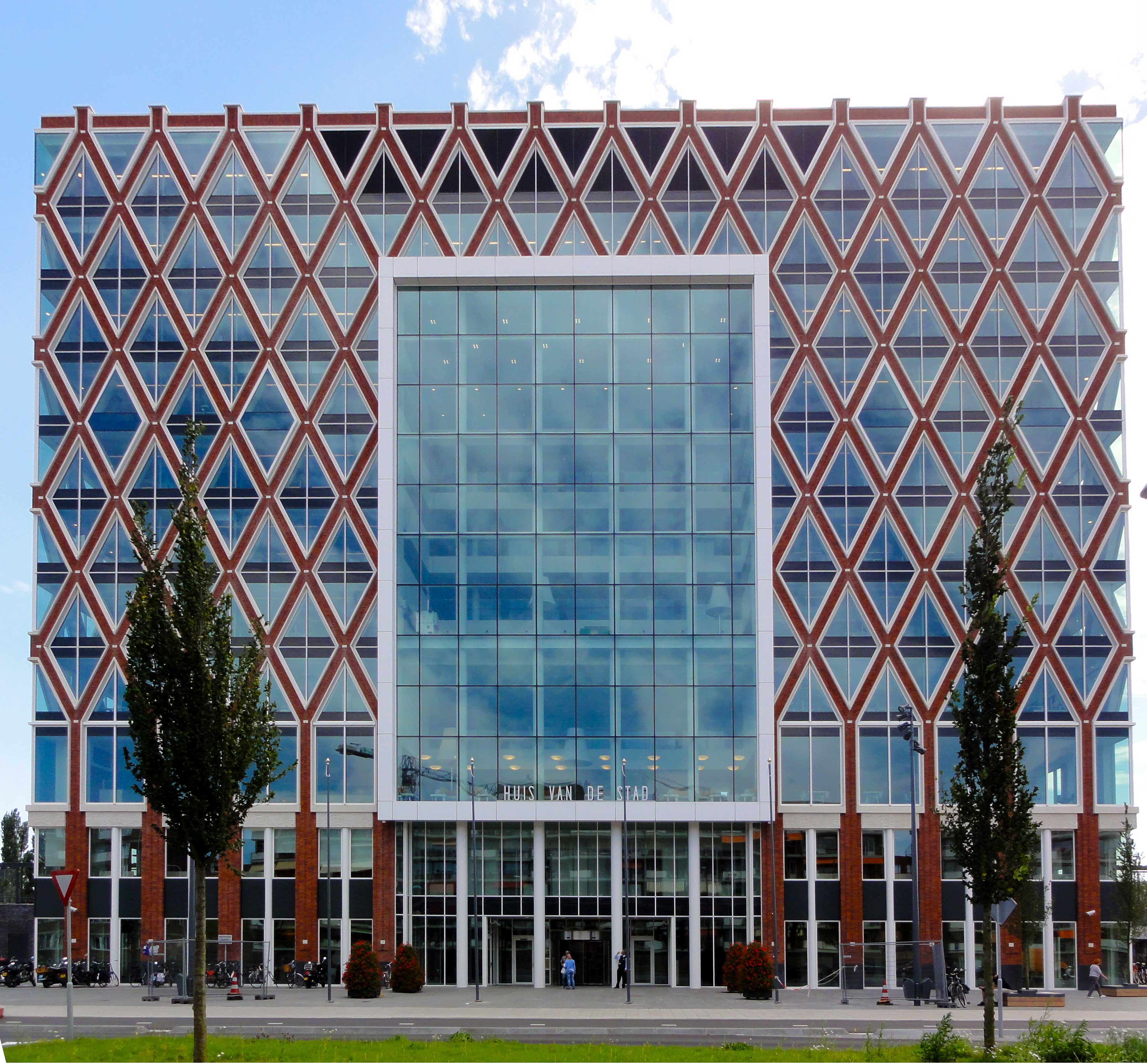
Het Huis van de Stad (ook "de Stroopwafel" genoemd) is vanaf 2012 het onderkomen van het gemeentelijk apparaat van Gouda

De gemeenteraad van Gouda bestaat sinds 1998 uit 35 zetels en komt elke woensdag samen voor de raadsvergadering. Naast de grote landelijke partijen zijn er ook vier lokale partijen vertegenwoordigd in de gemeenteraad. Dit zijn Gouda Positief (4 zetels), Leefbaar Gouda (2 zetels), Gemeentebelangen Gouda (1 zetel) en Gouda Vitaal (1 zetel).
De burgemeester van Gouda is Pieter Verhoeve (SGP). Hij werd op 1 oktober 2019 voorgedragen door de Goudse gemeenteraad als nieuwe burgemeester en is sinds 13 november 2019 in functie. Verhoeves meest recente voorgangers zijn (waarnemend, in 2019) Mirjam Salet (PvdA) en Milo Schoenmaker (VVD), die van december 2012 tot begin januari 2019 de burgemeestersketting droeg.
Na de gemeenteraadsverkiezingen van 2022 is er een college gevormd van vijf partijen: D66, GL, CU, PvdA en CDA. Naast de burgemeester zijn er vijf wethouders, één per partij, met de volgende portefeuilles:
- Pieter Verhoeve (SGP): burgemeester, openbare orde en veiligheid
- Thierry van Vugt (D66): cultuur, onderwijs en binnenstad
- Anna van Popering-Kalkman (ChristenUnie): zorg, participatie en sociaal domein
- Jan Kees Oppelaar (PvdA): wonen, ruimtelijke ordening en sociale zaken
- Michiel Bunnik (CDA): financiën, personeel en organisatie, economie en sport
- Judith Sargentini (GroenLinks): verkeer, stedelijk beheer, duurzaamheid en innovatief burgerschap

| Partij                                        | 1990 | 1994 | 1998 | 2002 | 2006 | 2010 | 2014 | 2018 | 2022  |
| --------------------------------------------- | ---- | ---- | ---- | ---- | ---- | ---- | ---- | ---- | ----- |
| Democraten 66 (D66)                           | 5    | 6    | 3    | 3*   | 2    | 3*   | 6*   | 4*   | 5*    |
| GroenLinks                                    | 2    | 3    | 3    | 3    | 3*   | 3*   | 2*   | 3*   | 5*    |
| ChristenUnie                                  | -    | -    | -    | 2*   | 3*   | 3    | 4**  | 4*   | 4*    |
| Partij van de Arbeid (PvdA)                   | 9    | 7    | 8    | 6*   | 10*  | 7*   | 5*   | 4*   | 4*    |
| Gouda Positief                                | -    | -    | -    | -    | -    | 3    | -    | 3    | 4     |
| Volkspartij voor Vrijheid en Democratie (VVD) | 5    | 6    | 8*   | 6*   | 4*   | 5*   | 3**  | 4    | 3     |
| Gemeentebelangen Gouda (GBG)                  | 1    | 3    | 1    | 5    | 2    | 1    | -    | 2*** | 3**** |
| Christen-Democratisch Appèl (CDA)             | 8*   | 5*   | 5*   | 6*   | 5*   | 3*   | 3**  | 4*   | 2*    |
| Staatkundig Gereformeerde Partij (SGP)        | -    | -    | -    | 2    | 1    | 1    | 2**  | 2    | 2     |
| Partij voor de Dieren                         | -    | -    | -    | -    | -    | -    | 1    | 1    | 2     |
| Gouda Vitaal                                  | -    | -    | -    | -    | -    | -    | -    | -    | 1     |
| Gouda's 50+ Partij                            | -    | -    | 1    | 1    | 3    | 2    | 2    | 3*** | -     |
| Socialistische Partij (SP)                    | -    | -    | 2    | 1    | 2    | 1    | 2    | 1    | -     |
| GoudaPositief/GBG                             | -    | -    | -    | -    | -    | -    | 5*   | -    | -     |
| Trots op Nederland (TON)                      | -    | -    | -    | -    | -    | 3    | -    | -    | -     |
| SGP/RPF/GPV                                   | 3    | 3    | 4    | -    | -    | -    | -    | -    | -     |
| Totaal                                        | 33   | 33   | 35   | 35   | 35   | 35   | 35   | 35   | 35    |

* Coalitiepartijen.
** In 2016 viel het college bestaande uit D66, PvdA, GoudaPositief, VVD en GroenLinks. Een nieuwe coalitie werd gesmeed tussen D66, PvdA, ChristenUnie, CDA, GoudaPositief, SGP en GroenLinks.
*** In 2019 stapte een raadslid van GBG over naar de 50+ Partij.
**** In 2022 ontstond de fractie Leefbaar Gouda met twee raadsleden van GBG.

### Stedenbanden
Gouda heeft drie partnersteden in het buitenland. De oudste jumelage heeft Gouda met de Noorse stad Kongsberg, sinds 1956. Een jaar later werd ook met de Klingenstadt Solingen in Duitsland een officiële vriendschapsband gesloten. Het Engelse Gloucester werd in 1972 de derde zusterstad van Gouda. De jumelages met deze steden zijn op verschillende plaatsen in de stad terug te vinden. Zo heeft de stad een Solingenstraat, een Gloucesterstraat en een Kongsbergstraat. De kerstboom op de Markt wordt sinds 1956 jaarlijks geschonken door zustergemeente Kongsberg.
Naast deze officiële partnersteden onderhoudt Gouda informele banden met verschillende steden. Zo is er een vriendschappelijke relatie met Imzouren (Marokko). Na een zware aardbeving in 2004 werd vanuit Gouda bijgedragen aan de wederopbouw van een school in deze plaats. Een andere informele band bestaat sinds 2004 met de stad Elmina in Ghana, dankzij een vanuit de VNG gestarte projectrelatie. Deze samenwerking is vooral gericht op het thema milieu, in het bijzonder de afvalproblematiek van de Ghanese stad. Een andere informele band bestaat met de stad Finsterwalde in Duitsland.

### Symboliek
|                         |  |
| Wapen en vlag van Gouda |  |

Het gemeentewapen van Gouda bestaat uit een schild, vastgehouden door twee leeuwen, waarop tweemaal drie zespuntige sterren zijn aangebracht. Het wapen vindt waarschijnlijk zijn oorsprong in het familiewapen van de heren Van der Goude, die een belangrijke rol hebben gespeeld in de geschiedenis van Gouda. Op 24 juli 1816 werd het gemeentewapen officieel door de Hoge Raad van Adel bevestigd. Het motto dat de stad voert luidt: "Per aspera ad astra" (Door de doornen naar de sterren). Bij de vastlegging werd het wapen als volgt omschreven: "In rood een paal van zilver, ter weerszijden vergezeld van drie paalsgewijs geplaatste zespuntige sterren van goud. Het schild gedekt met een vijfbladige kroon van goud en omgeven door een doornenkrans; en vastgehouden door twee omziende leeuwen van natuurlijke kleur. Onder het wapen de spreuk "Per aspera ad astra"."
De vlag van Gouda heeft drie gelijke horizontale banden in de kleuren rood, wit en rood. De drie balken zijn – een kwartslag gedraaid en aangevuld met de zes zespuntige sterren – terug te zien in het stadswapen.

## Cultuur

### Bezienswaardigheden

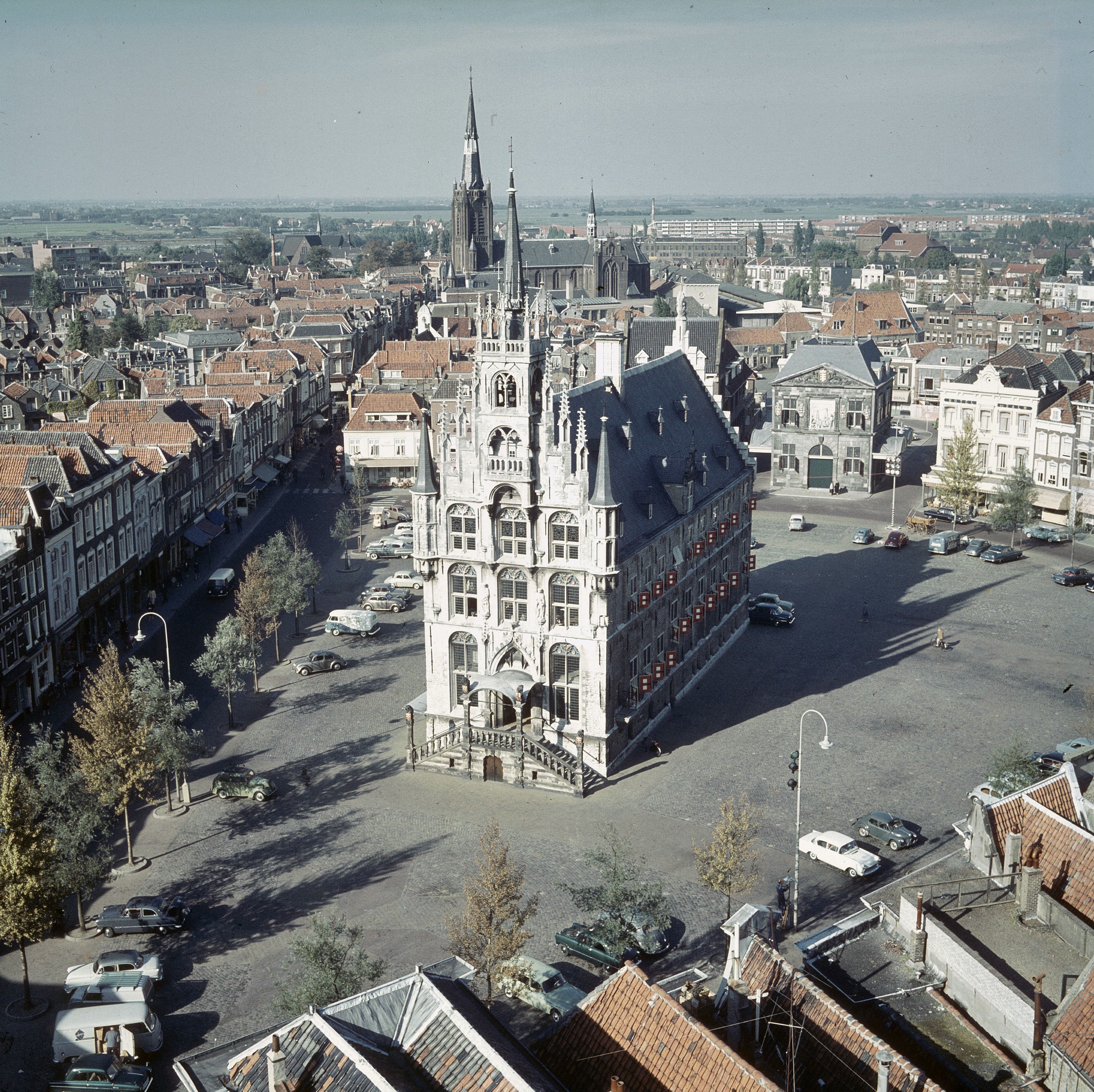
Zicht vanaf de Sint-Janskerk op het 15e-eeuwse stadhuis van Gouda op de Markt en achter het stadhuis de Onze Lieve Vrouwe Hemelvaartkerk aan de Kleiweg

Een gedeelte van Gouda is een beschermd stadsgezicht. Het heeft een historisch centrum met enkele bekende bouwwerken en een grachtenstelsel. Dit grachtenstelsel was in het verleden uitgebreider, maar tussen de jaren dertig en de jaren zestig is een deel van de grachten om economische redenen gedempt. Rond 2007 gingen er stemmen op om een aantal van deze gedempte grachten weer open te graven, maar of dit ook gaat gebeuren is onzeker. In een verder verleden heeft de stad ook verdedigingswerken, een aantal stadspoorten en zelfs een kasteel gehad, maar hier is nog maar weinig van terug te zien. Toch heeft Gouda in totaal nog zo'n 330 rijksmonumenten, waarvan het oude stadhuis en de Sint-Janskerk waarschijnlijk de bekendste zijn. De top van de Gouwekerk is met 80 meter het hoogste punt van de stad.
De Markt vormt het middelpunt van de historische binnenstad. In het midden van dit waaiervormige centrale plein bevindt zich het oude stadhuis op de Markt. Het stadhuis, gebouwd uit natuursteen na de laatste grote stadsbrand tussen 1448 en 1450, is een van de oudste gotische stadhuizen van Nederland. Het stadhuis is aan meerdere kanten opgesierd met oude beelden en reliëfs. Aan de zijkant van het gebouw bevindt zich een klokkenspel van recenter datum dat om het halfuur klinkt en een kort schouwspel laat zien dat het verkrijgen van stadsrechten symboliseert. Eveneens op de Markt staat de 17e-eeuwse Waag. Dit bouwwerk werd gebouwd in 1668 naar een ontwerp van architect Pieter Post en had lange tijd een belangrijke functie als weegplaats voor kazen. Vroeger zat de VVV in deze kaaswaag, later vestigde zich het Kaas- en Ambachtenmuseum in het gebouw. De rest van de markt wordt voornamelijk ingenomen door historische panden, die restaurants, cafés en winkels herbergen.

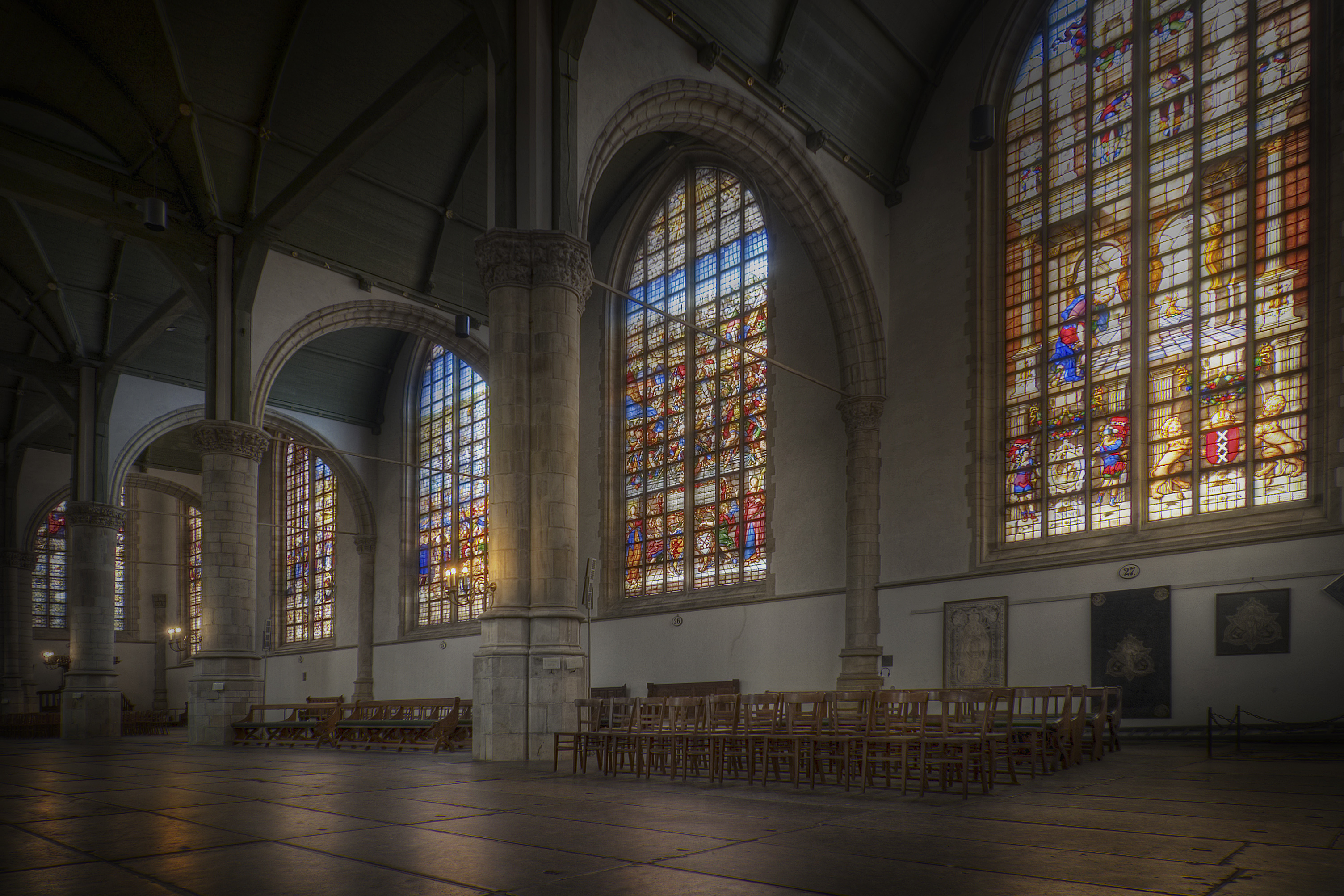
De gotische Sint-Janskerk is beroemd om zijn gebrandschilderde glazen

Ten zuiden van de Markt staat de Grote of Sint-Janskerk. Het gebouw is met 123 meter het langste kerkgebouw van Nederland en is vooral bekend vanwege de gebrandschilderde ramen, ook wel bekend als de "Goudse Glazen". De gotische kruiskerk behoort tot de Top 100 van de Rijksdienst voor de Monumentenzorg. Ten zuidoosten van de Sint-Janskerk liggen ook nog het Willem Vroesenhuis, het voormalige Weeshuis en de Jeruzalemkapel. Ten zuiden van de kerk ligt aan het straatje Achter de Kerk het voormalige hospitaal en tegenwoordige stadsmuseum Catharina Gasthuis. De toegang tot de museumtuin wordt gevormd door het Lazaruspoortje, dat een reliëf bevat van beeldhouwer Gregorius Cool.

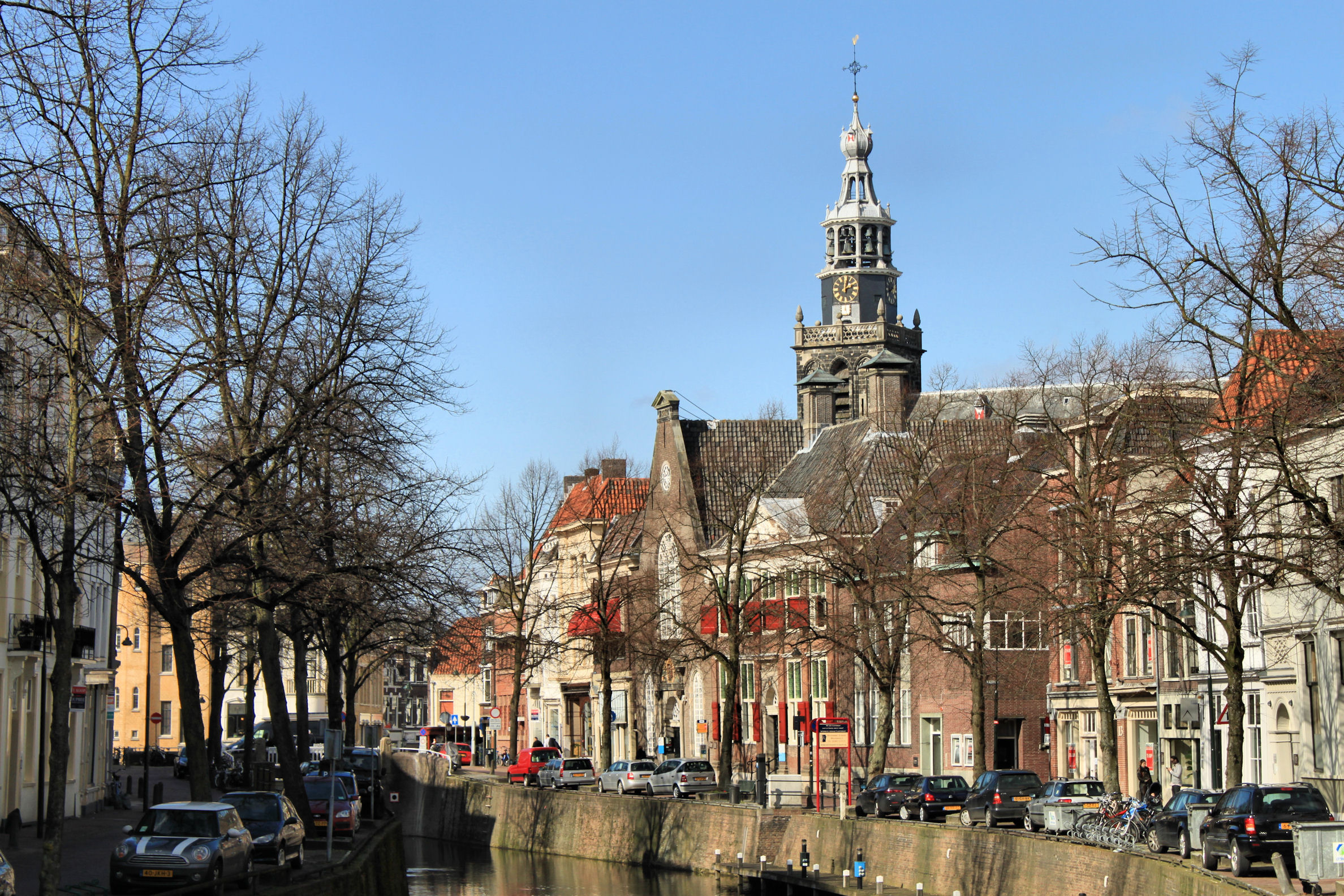
Gezicht op de Sint-Jan vanuit de Haven

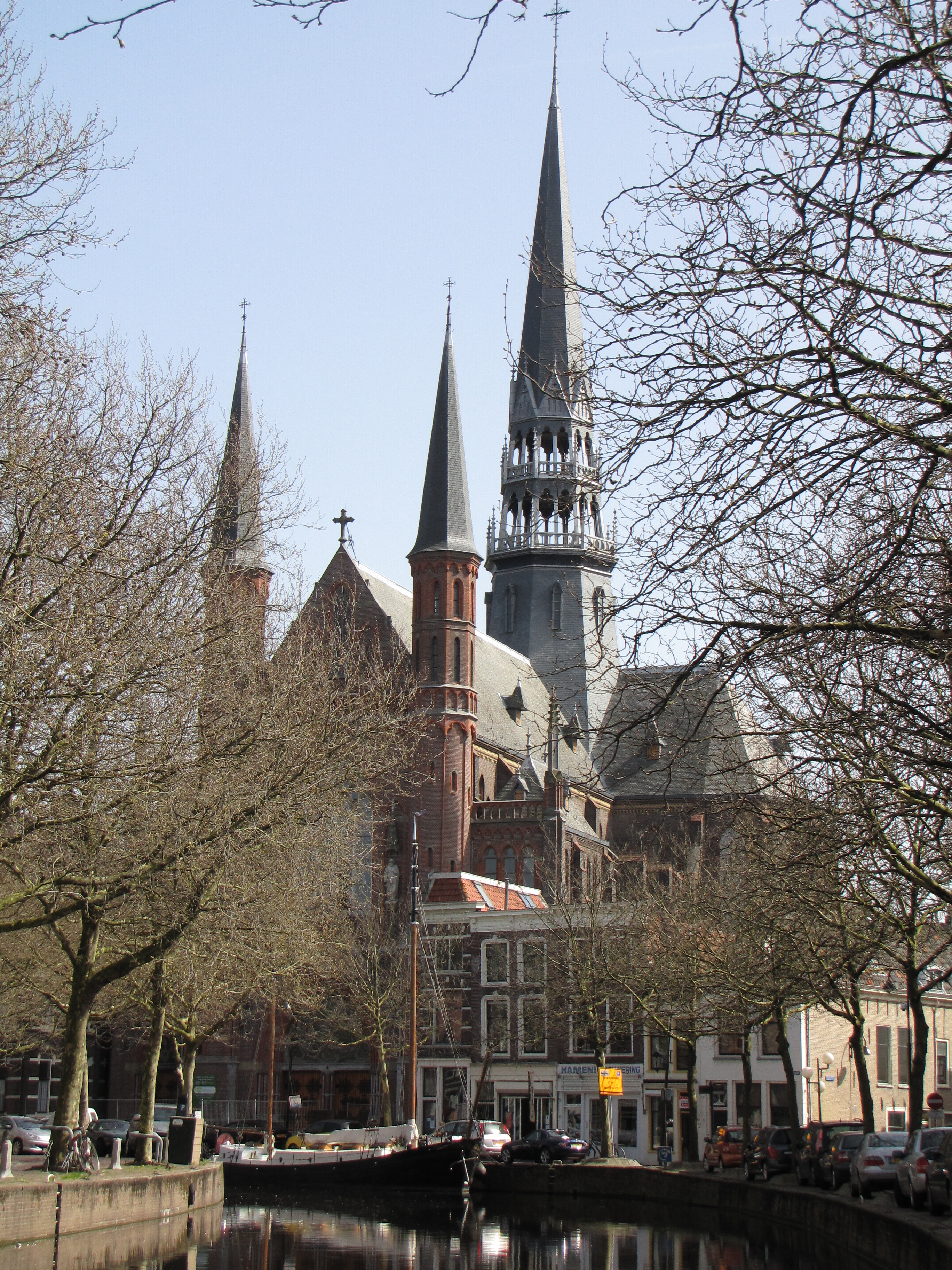
De Gouwekerk met zijn 80 meter hoge vieringtoren aan de Hoge Gouwe

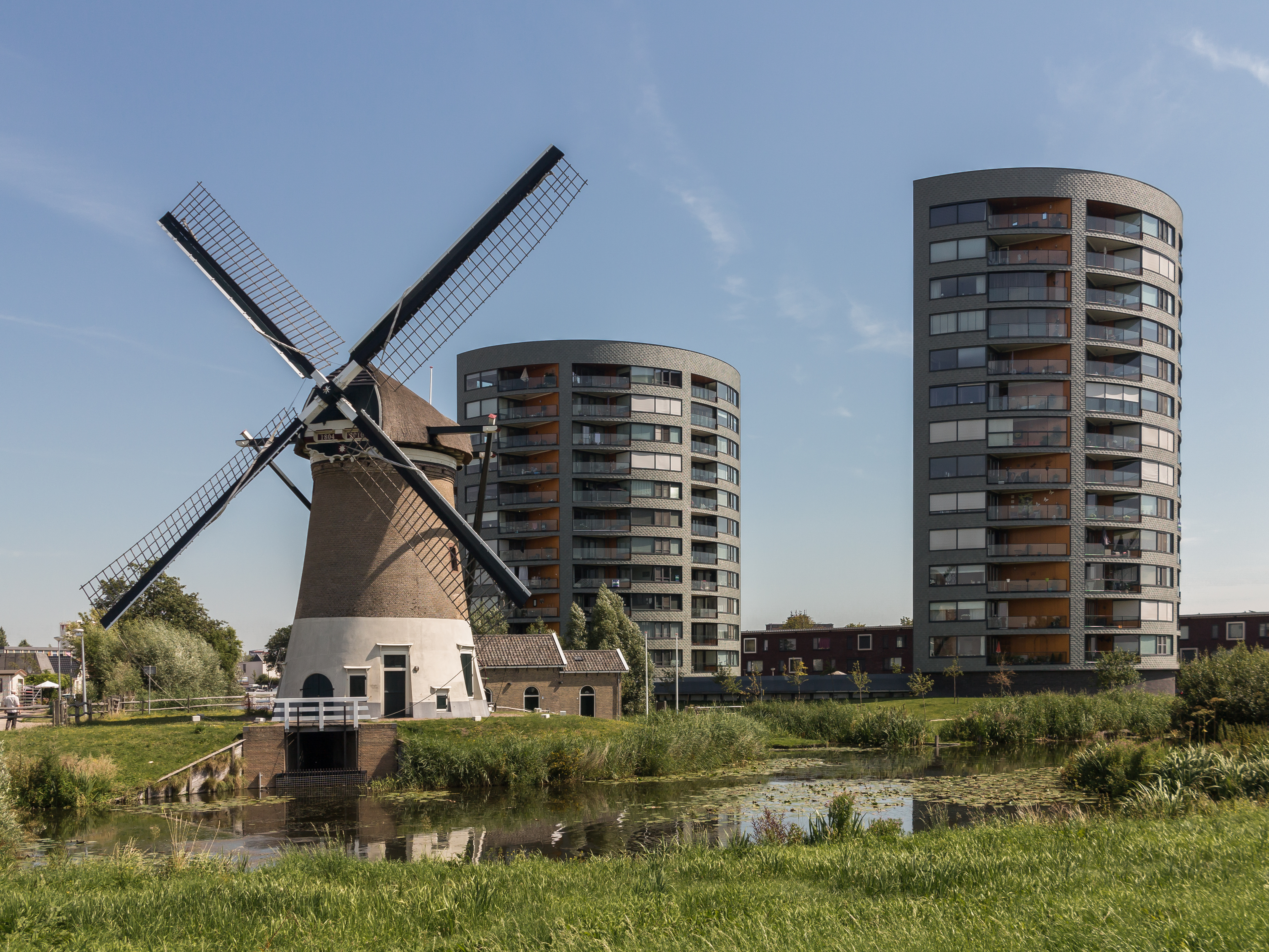
Gouda, de Mallemolen

Langs de straat Achter de Kerk loopt een smalle gracht. Deze loopt onder de bebouwing door en komt dan uit bij de Gouwe en de Haven. Dankzij de bedrijvigheid rond de scheepvaart in het verleden staat in deze straten een groot aantal monumentale bouwwerken. Zo liggen aan weerszijden van de Gouwe de 'Visbank' en de 'Korenbeurs', die beide als vismarkt hebben gefunctioneerd. Aan de zijde van de Gouwe waar ook de Korenbeurs zich bevindt, de Hoge Gouwe genaamd, staat ook de 20e-eeuwse Sint-Jozefkerk of Gouwekerk. Deze neogotische kruiskerk is gebouwd in 1904 en de gedeeltelijk open torenspits vormt het hoogste punt van zowel het historische centrum als van de gehele stad. De Hoge en Lage Gouwe herbergen nog enkele kerken. Halverwege de Hoge Gouwe bevindt zich het, door pastoor Petrus Purmerent als schuilkerk verkregen, kerkgebouw van de oudkatholieke parochie van St. Jan Baptist. Purmerent kocht in de periode van 1630 tot 1661 diverse woningen aan de Gouwe en de Raam, in 1684 werd dit complex nog uitgebreid door Jacob Catz. De verbouwing van deze kerk werd in de jaren erna voltooid door pastoor Ignatius Walvis. Op de hoek van de Hoge Gouwe en de Keizerstraat stond de voormalige schuilkerk van de remonstrantse gemeente, hiervan resteert van de later nieuwgebouwde kerk alleen nog het portaalgebouwtje. Eveneens aan de Hoge Gouwe bevindt zich, tegenover de Turfmarkt, de toegang tot de in 1928 gebouwde, achter een woning gelegen christelijke gereformeerde kerk. Op de hoek van de Lage Gouwe en de Lange Groenendaal staat de 15e-eeuwse Sint-Joostkapel, bij het voormalige Sint-Joostgasthuis van het zakkendragersgilde. Deze kapel wordt sinds 1683 gebruikt door de evangelisch-lutherse gemeente.
De Turfmarkt is net als de Gouwe en de Haven een van de grotere grachten met aan weerszijden diverse monumentale bouwwerken. Aan de noordzijde bevinden zich onder andere de Turfmarktkerk en het Libertum (voorheen Verzetsmuseum Zuid-Holland) in een voormalig bankgebouw. Aan de andere zijde bevindt zich de voormalige synagoge, in gebruik als een kerkgebouw van de Vrije Evangelische Gemeente. Zowel de synagoge als Libertum zijn beschermd als rijksmonument. Een ander noemenswaardig pand staat aan de Naaierstraat 6. Dit pand is een laatgotisch huis dat beter bekendstaat als De vier gekroonden, naar het gelijknamige fries dat zich op de gevel bevindt. Het pand staat evenals de Sint Janskerk op de Top 100 van de Rijksdienst voor de Monumentenzorg.
Zoals enkele andere historische Nederlandse steden beschikt ook Gouda over een aantal hofjes. De stad had in 1750 21 hofjes, maar een deel hiervan is gesloopt. Hofjes bestonden uit een verzameling kleine huisjes rond een gemeenschappelijke binnenplaats en dienden als onderkomen voor ouderen of armen. Aan de Nieuwehaven bevinden zich twee van deze hofjes, die allebei dateren uit de 17e eeuw: het Hofje van Cincq en het Hofje van Letmaet. Een ander hofje is het Swanenburgh's hofje aan de Groeneweg aan de andere kant van de binnenstad.

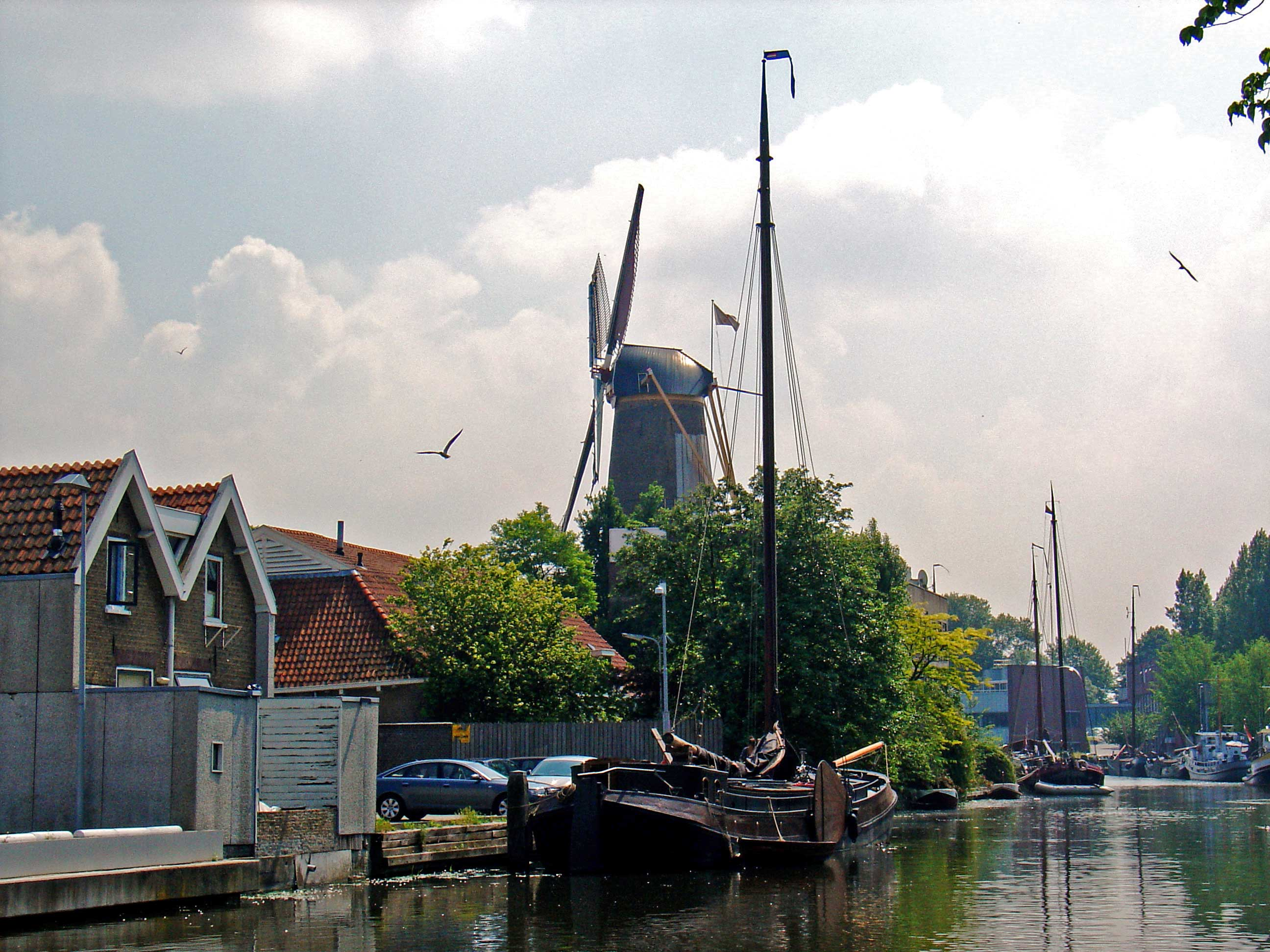
De 18e-eeuwse korenmolen De Roode Leeuw

Zowel binnen als buiten het centrum ligt een netwerk van sluizen. In het verleden had Gouda een belangrijk deel van de economische voorspoed te danken aan de ligging en de sluizen. Op het traject dat het water door de binnenstad tussen de Hollandse IJssel en de Gouwe aflegt ligt zelfs de langste schutsluis van Europa. In de Hollandse IJssel bevinden zich verder de Waaiersluis en Julianasluis. De Mallegatsluis vormt de verbinding tussen de Hollandse IJssel en de Turfsingel. Aan het einde van de Oost- en Westhaven staat bij de inmiddels gesloten Havensluis Het Tolhuis en de bijbehorende sluiswachterswoning. Hier voeren de schepen uit de richting van Rotterdam de stad binnen langs de immer aanwezige sluisdeuren.
Voorts zijn er vier molens in Gouda te zien: de Roode Leeuw, 't Slot, de Haastrechtse Molen en de in 2010 herstelde Mallemolen. In het verleden heeft Gouda in totaal meer dan twintig molens geteld, waarvan enkel de vier genoemde molens restten. Ten zuiden van de binnenstad bevindt zich tussen de Schielands Hoge Zeedijk en de Hollandse IJssel de 19e-eeuwse Watertoren. Gouda bezit tot slot vier begraafplaatsen, waarvan Crematorium en Begraafplaats IJsselhof de grootste is. De Joodse begraafplaats, de Oude Begraafplaats en de Rooms-Katholieke Begraafplaats Gouda zijn allemaal van kleiner formaat en dateren uit de 19e eeuw.

### Musea

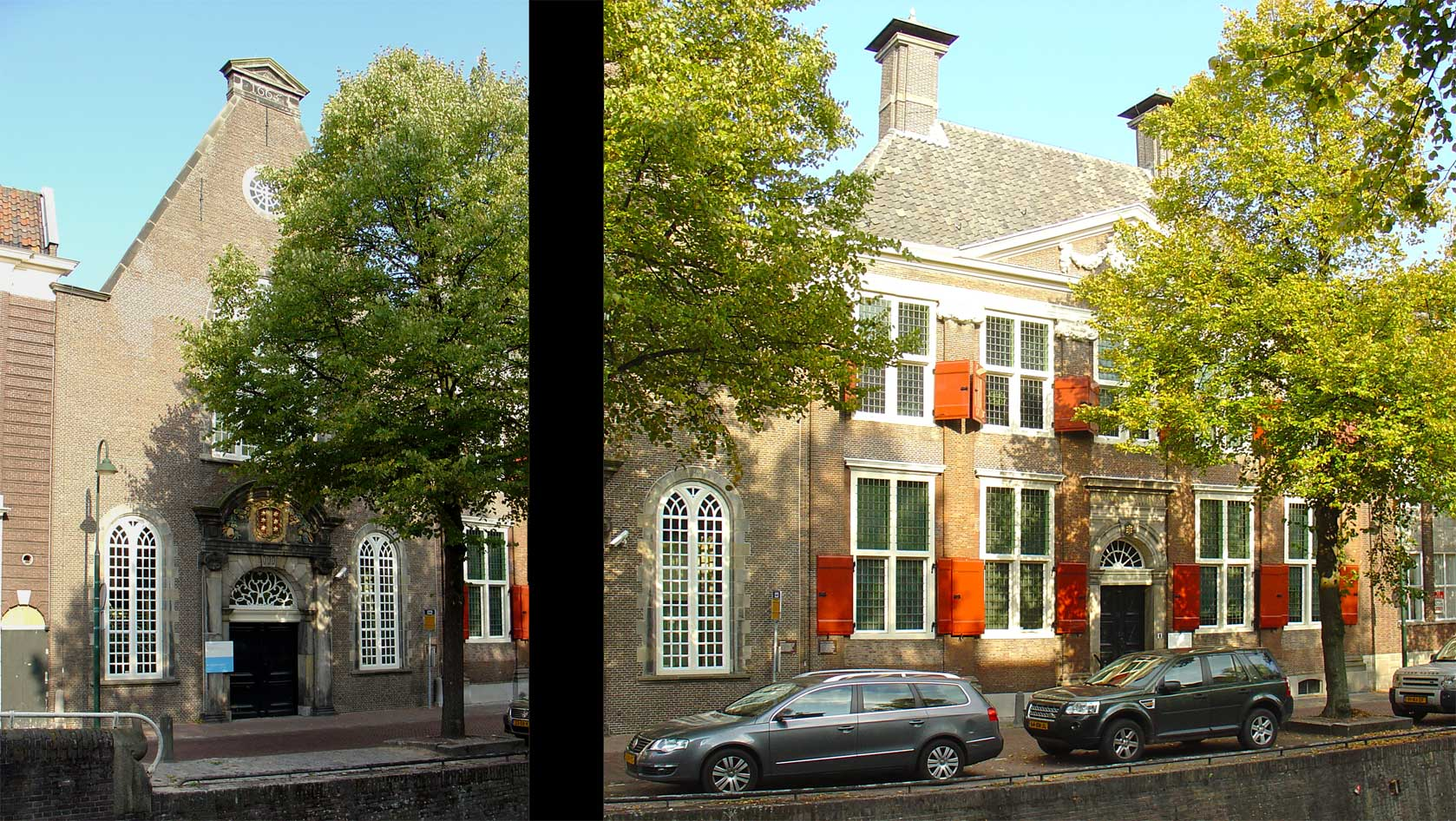
Museum Gouda – het voormalige Catharina Gasthuis – aan de Oosthaven te Gouda

Gouda beschikt over enkele musea. Museum Gouda is een museum met onder meer altaarstukken uit de 16e eeuw, 19e-eeuwse schilderijen uit de Arntzeniuscollectie (Haagse School en de School van Barbizon) en een uitgebreide collectie Gouds plateel. Sinds 2012 heeft Museum Gouda ook een stadsmaquette waarop Gouda in het jaar 1562 op schaal 1 op 350 nauwkeurig is nagebouwd. In het monumentale pand bevinden zich verder onder meer een oude stadsapotheek, de chirurgijnsgildekamer en een kelder met martelwerktuigen.
Naast Museum Gouda zijn er andere musea in de stad. In Museumhaven Gouda liggen bewoonde monumentale schepen, Libertum (voorheen Verzetsmuseum Zuid-Holland) aan de Turfmarkt is een museum over het Zuid-Hollandse verzet in de Tweede Wereldoorlog en in de Waag aan de Markt bevindt zich het Goudse Kaas- en Ambachtenmuseum. Het in 2011 gesloten Nationaal farmaceutisch museum was gevestigd aan de Westhaven, in het gebouw 'De Moriaan'.

### Kunst in de openbare ruimte

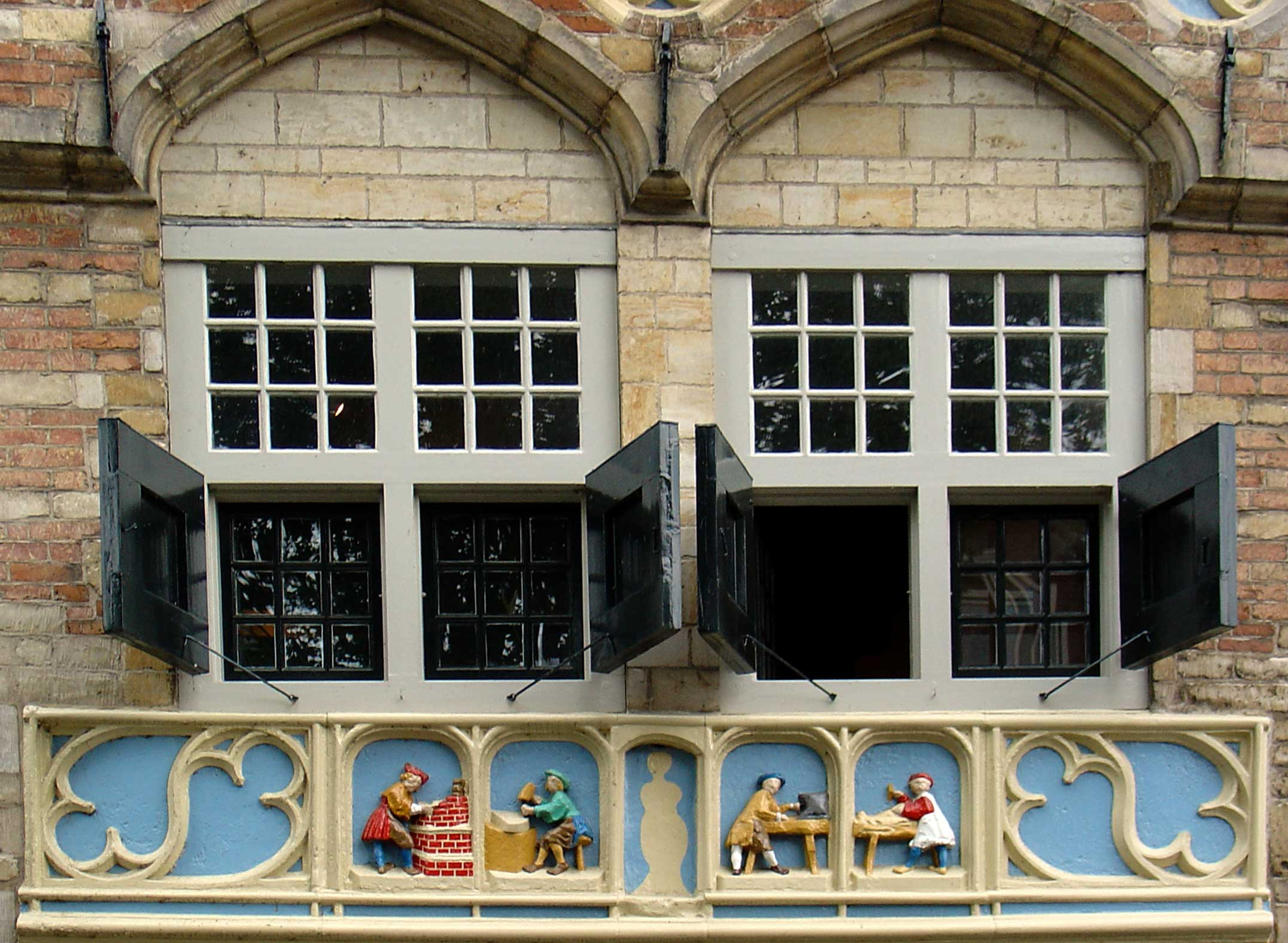
Het fries met De vier gekroonden op het gelijknamige pand in de binnenstad

Niet alleen in de Goudse musea, maar ook in de openbare ruimte zijn diverse beelden, sculpturen, oorlogsmonumenten en overige objecten te bewonderen, zowel klassieke kunstwerken – waaronder een aantal beelden uit de 17e eeuw – als moderne werken. In het Houtmansplantsoen staan monumenten voor de gebroeders Cornelis en Frederik de Houtman en voor oud-burgemeester Van Bergen IJzendoorn uit de 19e eeuw. Kunst uit de 20e eeuw is in ruime mate verspreid over de hele stad aanwezig: in het zuidelijk deel van de stad – de binnenstad – 33 objecten, in het oostelijk deel van de stad 21 objecten, in het westelijk deel van de stad 16 objecten en in het noordelijk deel van de stad 25 objecten.
Beelden die zich al sinds de 17e eeuw in Gouda bevinden zijn bijvoorbeeld de uitbeelding van de gelijkenis van de rijke man en de arme Lazarus op het Lazaruspoortje uit 1609, door Gregorius Cool, die een paar jaar eerder ook het bordes van het stadhuis schiep, inclusief de beelden van de Zakkendragers. De toegangspoort tot het Willem Vroesenhuis, eveneens van de hand van Cool, aan de Spieringstraat en het marmeren werk Het weegbedrijf van Bartholomeus Eggers aan de Markt dateren eveneens uit de 17e eeuw, respectievelijk 1614 en 1668. Er zijn ook kunstwerken van recenter datum. Op de Nieuwe Markt staat sinds 1988 De Kaasboerin, een bronzen beeld van de Stolwijkse beeldend kunstenares Ineke van Dijk dat een boerin uitbeeldt met een Goudse kaas tegen zich aan geklemd. In de jaren negentig van de 20e eeuw zijn langs de singels van Gouda sculpturen geplaatst van elf beeldende kunstenaars, de Goudse beeldenroute. Dit project kon gerealiseerd worden mede dankzij een legaat van mevrouw James-Van der Hoop, echtgenote van de vroegere burgemeester van Gouda, Karel Frederik Otto James.

### Literatuur

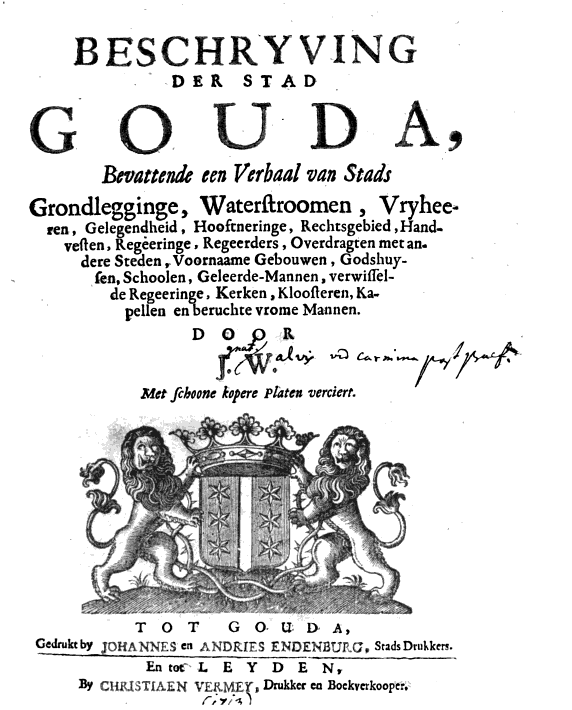
Ignatius Walvis beschreef in de 18e eeuw de Goudse geschiedenis in zijn Beschryving der stad Gouda

### Film, theater en muziek

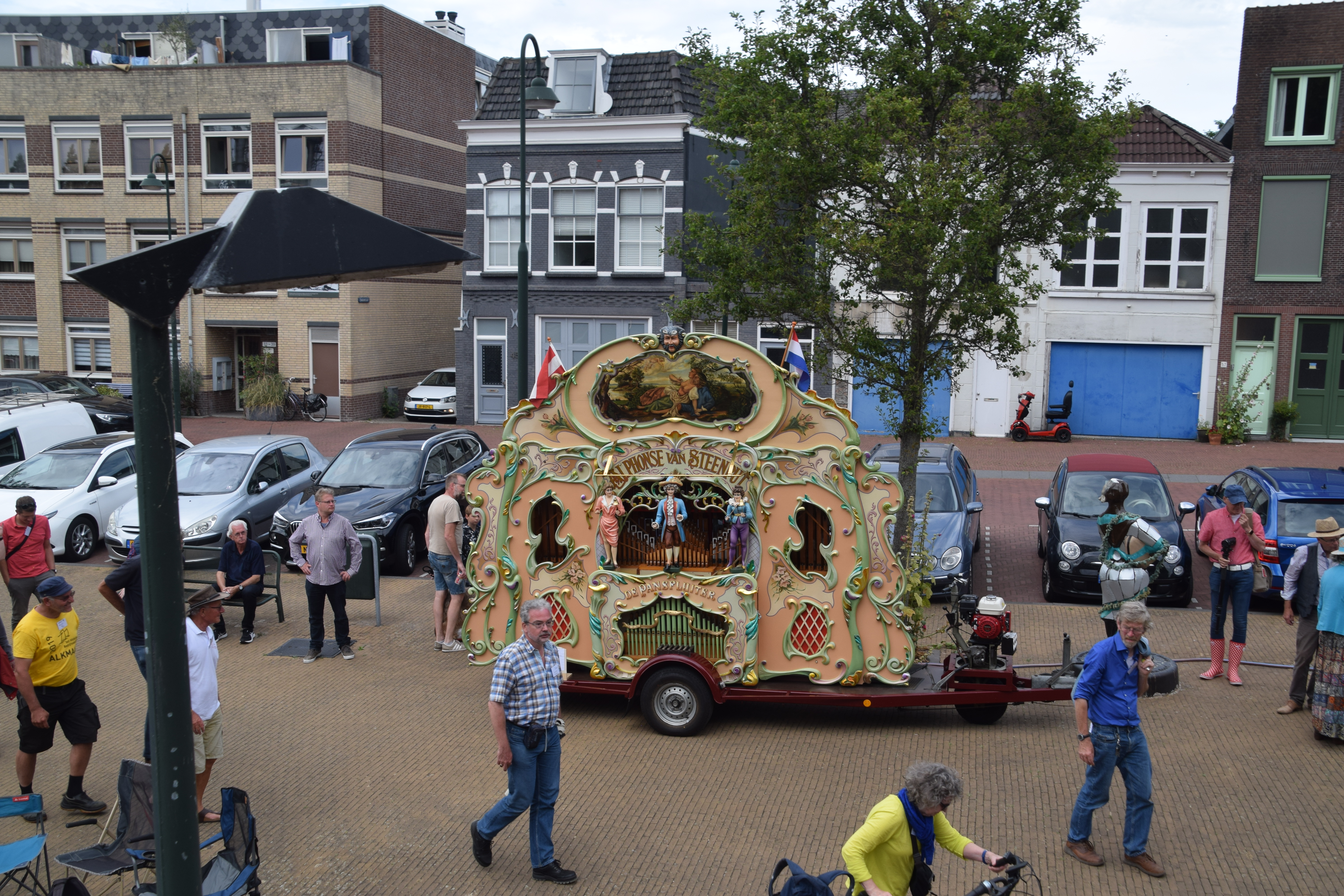
De Pansfluiter bij Gouda Waterstad750

De grootste bioscoop in Gouda is Cinema Gouda aan de Burgemeester Jamessingel (bij de noordelijke uitgang van het station). Voorheen was de Arcade Bioscoop de grootste bioscoop van Gouda, gevestigd in de oude kazerne aan de Agnietenstraat. In de wijk Korte Akkeren is daarnaast ook het Filmhuis Gouda gevestigd, waar voornamelijk arthousefilms gedraaid worden. Daarnaast kent Gouda een schouwburg, De Goudse Schouwburg genaamd, even buiten de binnenstad aan de Boelekade. Het gebouw werd in 1992 in gebruik genomen en beschikt over twee zalen. Begin 2012 werd deze schouwburg uitgeroepen tot Theater van het Jaar 2011.
In het theater ‘de Theaterbakkerheij’ zijn (eigen) theaterproducties te zien en worden concerten georganiseerd.
Gouda heeft geen groot concertgebouw. Wel zijn er twee poppodia: kernpoppodium So What!, gelegen aan de Vest, en poppodium StudioGonz (Voorheen De Gonz), een zaal in de Garenspinnerij aan de Turfsingel. Verder wordt er op muziekgebied een aantal evenementen georganiseerd. In de zomermaanden worden iedere zondag in het Houtmansplantsoen concerten gegeven. Spieringpop is een popfestival voor bands uit Gouda en de regio en wordt gehouden in september. In diezelfde maand wordt ook het jazzfestival Yes Gouda Jazz georganiseerd.
In Gouda spelen twee van de vijf draaiorgels die in Nederland de status van beschermd cultuurgoed hebben: De Pansfluiter en De Lekkerkerker.

### Evenementen

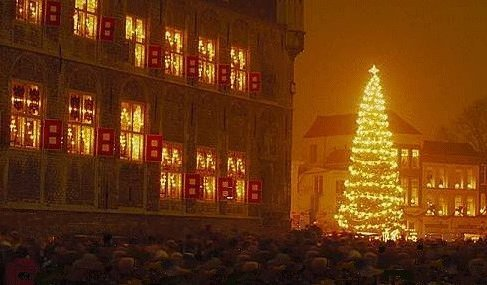
Gouda bij Kaarslicht op de Markt

Jaarlijks vinden er diverse evenementen plaats in Gouda. Zo is er de Oranjenacht, in de avond en nacht voor Koningsdag. In het verleden hebben onder andere De Dijk, DI-RECT, Milk Inc., Yes-R, Belle Pérez en Lange Frans & Baas B hier opgetreden. In mei vinden de Goudse Keramiekdagen plaats, waar keramisten hun werk tentoonstellen en ook exposities te bezoeken zijn. Een ander jaarlijks terugkerend evenement is de wekelijkse toeristische Kaas- en Ambachtenmarkt in de zomermaanden, waarbij de bekende Goudse kaas wordt verhandeld. De kaasmarkt is omringd door de weekmarkt en kramen met ambachtelijke werklieden, die laten zien hoe vroeger onder andere klompen, karnemelk en kaarsen werden gemaakt. In de zomer vinden ook het meerdaagse evenement de Goudse Havenstaddagen en de curiosamarkt Gouds Montmartre plaats. Verder worden in de zomer concerten gegeven in het Houtmansplantsoen. In de maand september vindt doorgaans de kermis plaats.
Op de tweede of derde vrijdag van december vindt Gouda bij Kaarslicht plaats. Hierbij wordt het centrum van de stad helemaal met kaarsen verlicht, een traditie die elk jaar veel bezoekers naar Gouda trekt. Daarna is er in de maanden december en januari "Gouda bij kunstlicht", waarbij onder andere het stadhuis wordt versierd met wisselende lichtprojecties door de kunstenaar Patrice Warrener. Hierbij worden kunstig bewerkte foto's van de gevel op diezelfde gevel geprojecteerd met een speciale chromolithe-techniek. Tevens kunnen bezoekers zich in de wintermaanden vermaken op een ijsbaan op de Markt.

## Economie

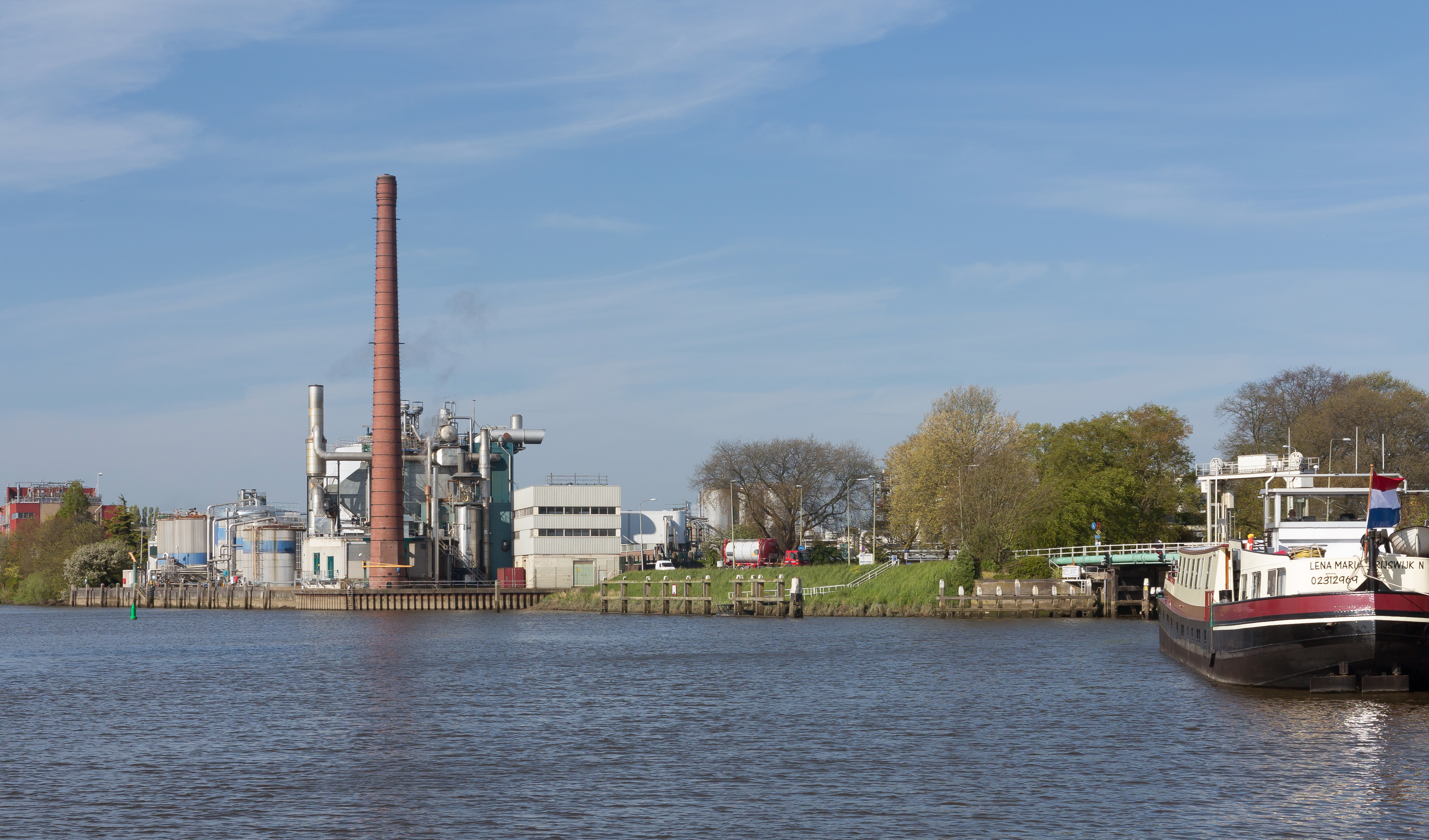
Chemische industrie bij het bedrijf Cargill langs de Hollandse IJssel

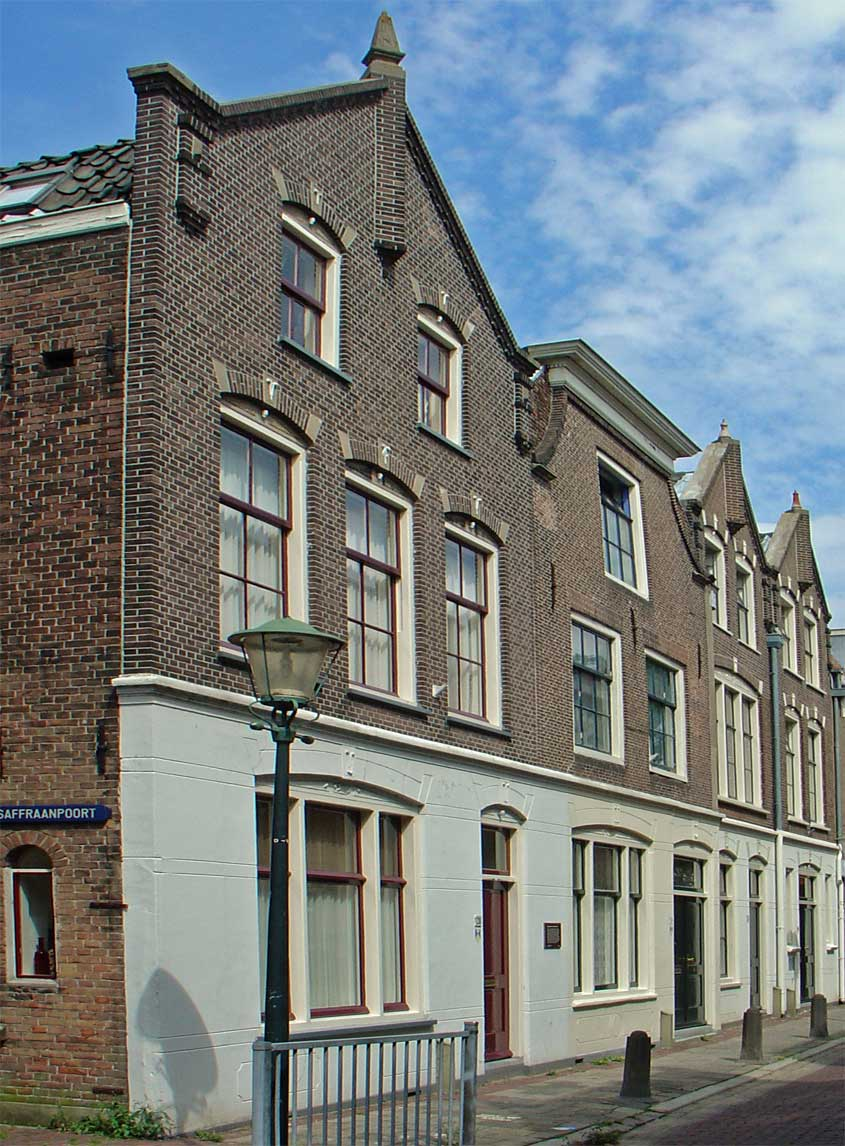
De vier vroegere bedrijfspanden van plateelfabriek Van der Want

Gouda heeft een totaal van 2.720 ondernemingen, waarvan het grootste deel in de zakelijke diensten en detailhandel. Er zijn in Gouda ongeveer 32.500 banen, waarvan het merendeel in de gezondheidszorg. De stad zelf heeft een potentiële beroepsbevolking van ongeveer 40.000 mensen, waarvan ongeveer twee derde ook daadwerkelijk werkzaam is.

### Bedrijvigheid
Gouda heeft in het verleden veel profijt gehad van zijn gunstige ligging aan een belangrijke vaarroute. Deze route voerde scheepvaartverkeer van de Zuiderzee naar Vlaanderen. Gouda had daarnaast ook een aantal sluizen, die de schippers tijdelijk ophielden. Deze wachtende schippers zorgden voor bedrijvigheid in de haven en aan de kaden, zoals de Veerstal. Tegelijkertijd profiteerde de stad van de lakennijverheid, die in de 15e eeuw floreerde. Daarnaast bloeide de bierindustrie op. Aan het eind van de 15e eeuw was Gouda de stad met de grootste bierproductie in Europa. De stad had meer dan 150 bierbrouwerijen en werden miljoenen liters kuitbier uitgevoerd. Vanaf circa 1500 begon ook de kaashandel zich in Gouda te ontwikkelen.

De Goudsche Machinale Garenspinnerij

Vanaf het laatste kwart van de 16e eeuw kreeg de stad echter te maken met economische tegenspoed. Gouda had zwaar te lijden onder de Tachtigjarige Oorlog: veel brouwerijen werden gesloten, de lakenindustrie verdween en de handel viel stil. De stad herstelde zich weer in de 17e eeuw, dankzij de opkomst van de pijpen- en aardewerkindustrie en de touw- en garenspinnerij. Na enkele conjunctuurschommelingen kreeg de stad vanaf 1730 echter opnieuw te maken met een grote economische terugval, die ruim een eeuw zou duren. Het herstel volgde in de tweede helft van de 19e eeuw: bedrijven als de Stearine Kaarsenfabriek en de Machinale Garenspinnerij speelden daarbij een belangrijke rol. In de jaren twintig en dertig van de 20e eeuw was de plateelindustrie een van de belangrijkste bedrijfstakken met veel werkgelegenheid.
De Goudse economie is divers te noemen, met zowel chemische als zakelijke bedrijven. Het grootste deel van de bedrijfslocaties ligt in het zuiden en westen van de stad, langs de Hollandse IJssel, de Gouwe en de A12. Veel bedrijven zijn geconcentreerd in de kantoorgebieden Goudse Poort en Gouwe Park. Een aantal industriële bedrijven is aan het water gevestigd, zoals het chemiebedrijf Cargill (de opvolger van Croda / Uniqema / Unichema / Stearine Kaarsenfabriek) en producent van vuurvaste materialen Gouda Refractories (voorheen Gouda Vuurvast).
Onder andere De Goudse Verzekeringen, Centric, Bacardi Nederland, Vanbreda Risk & Benefits, Technolution en Blackstone Footwear hebben hun kantoor in Gouda.

### Streekproducten
Gouda dankt zijn naamsbekendheid voornamelijk aan een vijftal producten: kaas, kaarsen, aardewerk, stroopwafels en pijpen.

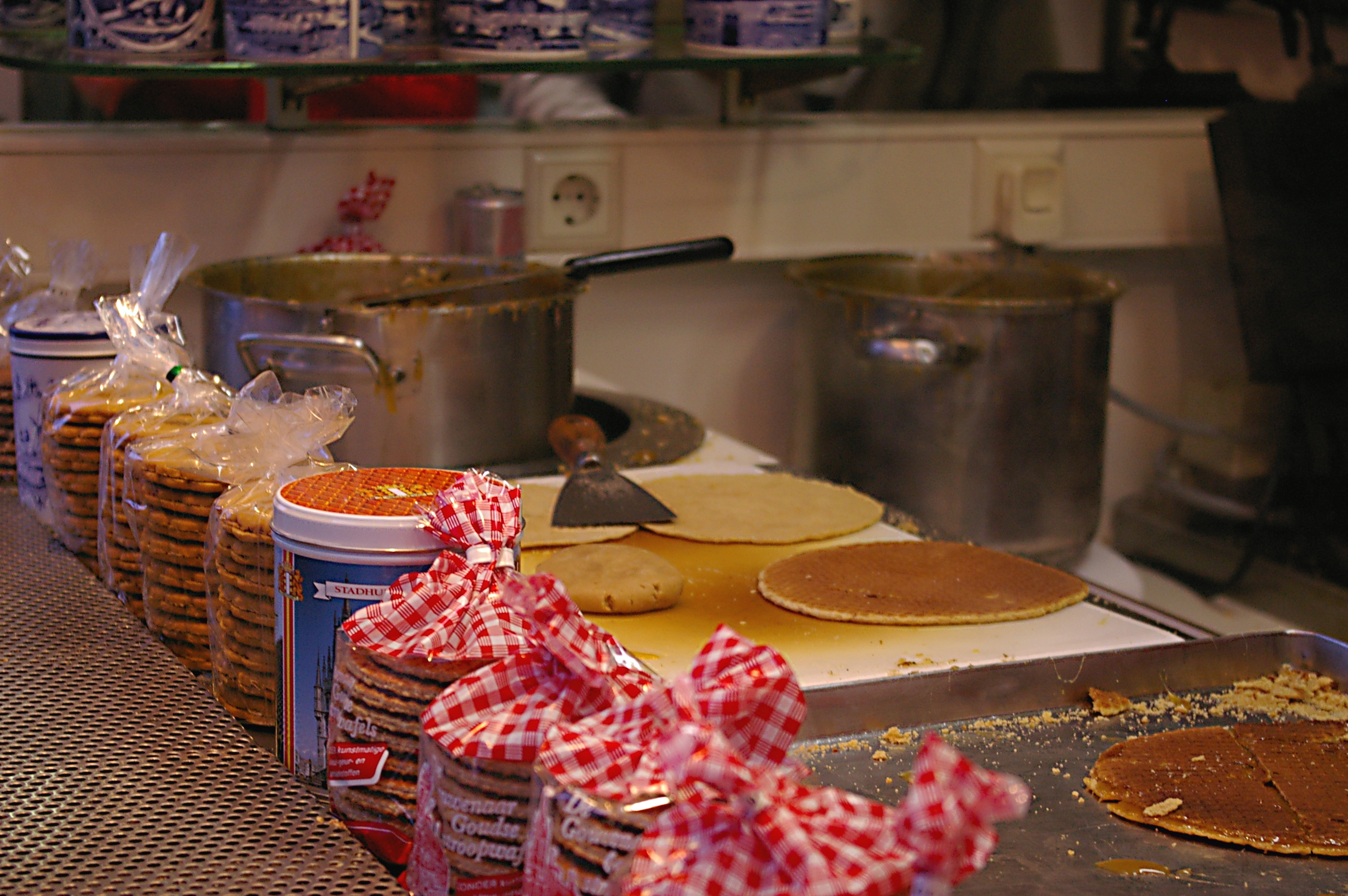
Een stroopwafelkraam in de Goudse binnenstad

Het bekendste product uit Gouda is ongetwijfeld de Goudse kaas. Al sinds de middeleeuwen worden er op de weekmarkt van Gouda kazen verhandeld, die in boerderijen in de regio gemaakt werden. In de 16e eeuw woedde er een heuse 'kaasoorlog' tussen Schoonhoven en Gouda toen keizer Karel V Schoonhoven toestemming gaf om kaas te verhandelen. Na een slepend conflict trok Gouda aan het langste eind. De kaasmarkten hebben tot ver in de 20e eeuw in Gouda plaatsgevonden. De volvette kaas dankt zijn naam aan het feit dat hij in Gouda werd verhandeld, waarbij het stadsbestuur zorgde voor een kwaliteitscontrole. De kazen werden in de Waag gewogen. Door de opkomst van zuivelfabrieken verloor deze markt haar betekenis. Nu is er nog slechts sprake van een vanwege het toerisme in stand gehouden kaasmarkt. De soortnaam en vorm van de Goudse kaas zijn niet beschermd, waardoor veel kazen die verkocht worden als 'Goudse kaas' in werkelijkheid elders zijn gemaakt. Wel gaan er stemmen op om het product beter te beschermen.
De geschiedenis van de Goudse Kaas en hoe deze gemaakt wordt, kunnen bezoekers zien in de op 1 september 2020 geopende Cheese Experience in de Agnietenstraat. Dit is een interactief museum waar ze via een audiotour uitleg krijgen over de bereiding van Goudse kaas. Tevens doorlopen ze hier op een interactieve manier alle stappen van het kaasmaken, waarbij ze ook vijf verschillende soorten Goudse kaas proeven om zo met de titel "Kaasmeester" weer naar buiten te lopen.
Naast de Goudse kaas genieten ook de Goudse kaarsen bekendheid. De in 1853 door Andrinus Antonie Gijsbertus van Iterson samen met een tweetal anderen gestichte Stearine Kaarsenfabriek zorgde lange tijd voor veel werkgelegenheid in Gouda. Tevens werd de "Goudse kaars" een belangrijk exportartikel. Het Gouds aardewerk is dan weer ontstaan uit de pijpenindustrie, die vanaf het begin van de 17e eeuw een belangrijke vorm van werkgelegenheid vormde. In de tweede helft van de 20e eeuw is de plateelindustrie grotendeels uit Gouda verdwenen, deels door vertrek en deels door faillissementen. Ten slotte zijn er de Goudse stroopwafels. Deze worden al sinds het eind van de 18e eeuw in Gouda gebakken. Er bestaan diverse – door de Goudse bakkers geheimgehouden – recepten voor de stroopwafel.

### Winkels en markten

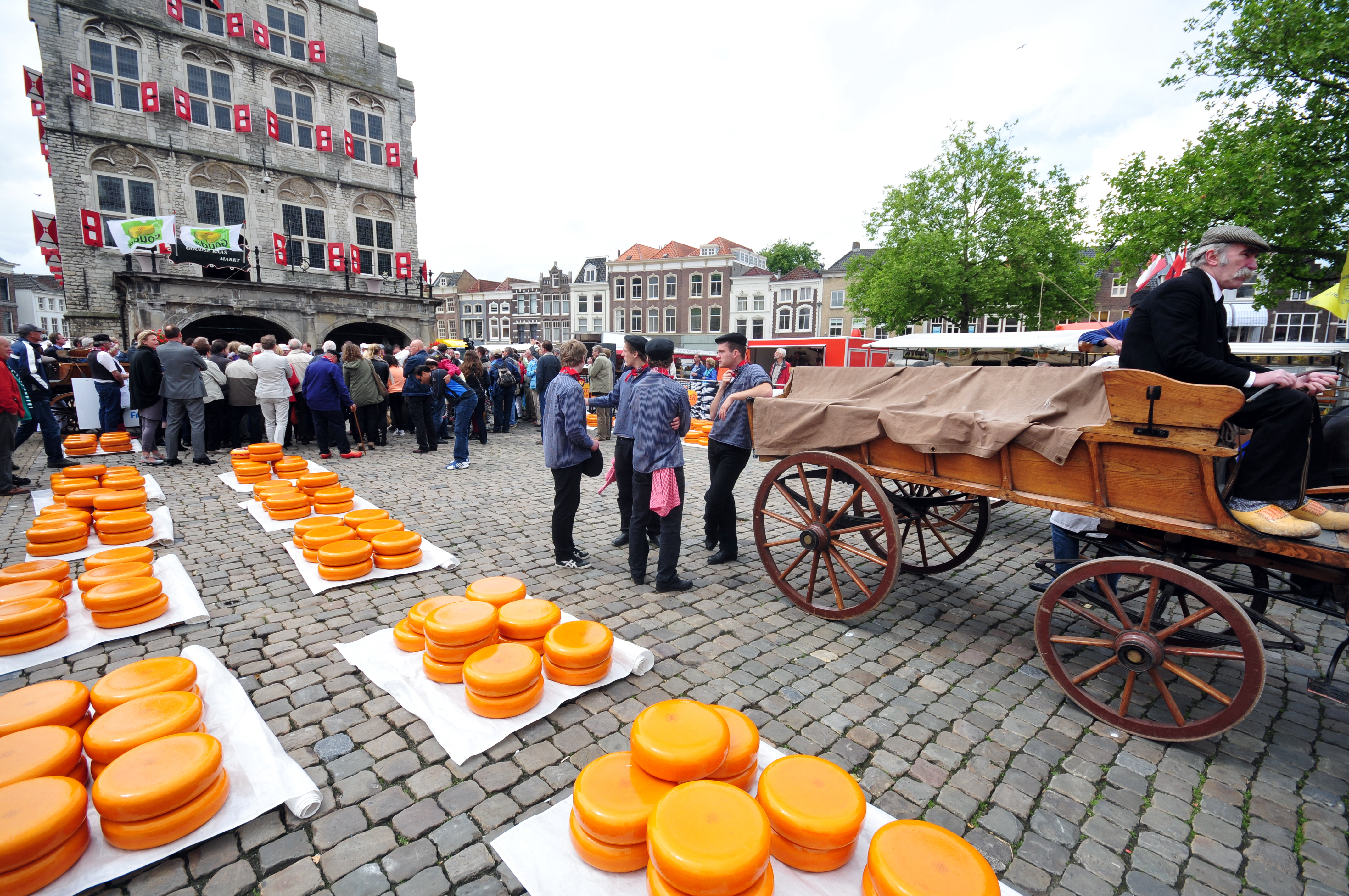
Kaas & Ambachtenmarkt in Gouda

De binnenstad van Gouda huisvest een verscheidenheid aan winkels. Het grootste deel van de winkels is gevestigd in het noorden van de binnenstad. Bekende winkelstraten zijn de Kleiweg en de Tiendeweg. In het noordoosten van de binnenstad zit ook het winkelcentrum de Nieuwe Markt Passage. De wijken Goverwelle en Bloemendaal beschikken daarnaast over een eigen winkelcentrum. In totaal zijn er meer dan 500 winkels in Gouda, waarvan er ongeveer 400 in de Binnenstad te vinden zijn. Gouda kent drie bedrijven met het predicaat Hofleverancier: Tabakszaak van Vreumingen (5 oktober 2011), Banketbakkerij van Dijk & Zn (4 september 2015), De Producent (18 september 2015).
Al sinds enige eeuwen worden in Gouda diverse markten georganiseerd: naast de bekende kaasmarkt heeft de stad in het verleden onder andere een varkensmarkt en een paardenmarkt gehad. De straatnamen Achter de Vismarkt, Turfmarkt en Nieuwe Markt herinneren nog aan dit marktverleden. Ten slotte heeft de stad in de eerste helft van de 20e eeuw enige tijd een groenteveiling gehad aan de Houtmansgracht. Nog altijd heeft Gouda drie wekelijkse markten. De grootste en bekendste vindt plaats op het centrale Marktplein. Naast de normale markt wordt hier in de zomer nog iedere donderdagochtend een kaasmarkt gehouden. Daarnaast hebben de winkelcentra Goverwelle en Bloemendaal allebei een wekelijkse markt.

### Toerisme
| Jaar | Bezoekers | Bezoeken  | Gem. besteding | Totale omzet |
| ---- | --------- | --------- | -------------- | ------------ |
| 2004 | 489.000   | 1.213.000 | € 38,00        | € 45.851.400 |
| 2005 | 547.000   | 1.276.000 | € 39,10        | € 49.891.600 |
| 2006 | 577.000   | 1.242.000 | € 42,00        | € 52.164.000 |
| 2007 | 567.000   | 1.425.000 | € 38,00        | € 54.150.000 |
| 2008 | 532.000   | 1.331.000 | € 44,00        | € 58.554.000 |
| 2009 | 504.000   | 1.097.000 | € 40,00        | € 43.880.600 |
| 2010 | 480.000   | 1.355.000 | € 38,00        | € 51.490.000 |
| 2011 | 482.000   | 1.183.000 | € 40,00        | € 47.556.600 |
| 2012 | 452.000   | 1.343.000 | € 31,50        | € 42.304.500 |

Jaarlijks wordt Gouda ongeveer 1,4 miljoen keer bezocht. Met een gemiddelde uitgave van € 38 per bezoek is de omzet van bezoekers aan Gouda in 2007 ruim € 54 miljoen. Van de bezienswaardigheden in Gouda wordt de Sint-Janskerk het meest bezocht. In 2008 had de kerk ongeveer 50.000 bezoekers. Museum Gouda had in hetzelfde jaar ruim 40.000 bezoekers. Ook evenementen als de Goudse kaasmarkt, Kaarsjesavond en "Gouda bij Kunstlicht" trekken veel bezoekers: het laatstgenoemde evenement was in 2008 goed voor 65.000 bezoekers. De kaasmarkt wordt door 70.000 mensen bezocht.
Hiernaast staat een overzicht van de ontwikkeling van het aantal toeristen en hun uitgaven tussen 2004 en 2012. In 2010 was de bezoekfrequentie ongeveer 2,8 keer per toerist. De gemiddelde besteding per toerist lag in de periode 2004-2010 op ongeveer veertig euro, en de totale jaarlijkse bestedingen kwamen uit tussen de veertig en zestig miljoen euro.

### Media
RTV Gouwestad is de lokale omroep van Gouda en buurgemeente Reeuwijk en is zowel actief op de radio als op de televisie. Gouda heeft verder twee kranten, Weekblad deGouda en de Goudse Post, die beide gratis worden bezorgd. In de Goudse Post worden naast nieuws ook de bekendmakingen van de gemeente gepubliceerd. Een derde Goudse krant, het Gouds Nieuwsblad, is door de Goudse Post overgenomen. Sinds eind 2011 heeft weekblad deGouda ook een televisiekanaal op kanaal 63 van Caiway en Rekam met als naam GoudaTV. Het geluid op dit kanaal wordt verzorgd door Gouda FM, dat een combinatie van popmuziek en Goudse actualiteiten uitzendt. De Persgroep exploiteert sinds 2017 de website "IndebuurtGouda".
Tot en met 2005 verscheen ook de Goudsche Courant, opgericht in 1862 en daarmee een van de oudste kranten van Nederland. Dit dagblad is in september 2005 samen met de krant Rijn en Gouwe en een editie van het Utrechts Nieuwsblad opgegaan in het AD Groene Hart. Overigens had ook het voetbalblad Voetbal International zijn hoofdzetel in Gouda. Inmiddels heeft deze redactie een nieuwe locatie in Utrecht.
In 2017 werd indebuurt Gouda opgericht, een regionale nieuwswebsite voor een jongere doelgroep. Zowel Goudse Post, AD als indebuurt Gouda vallen onder De Persgroep.

## Verkeer en vervoer

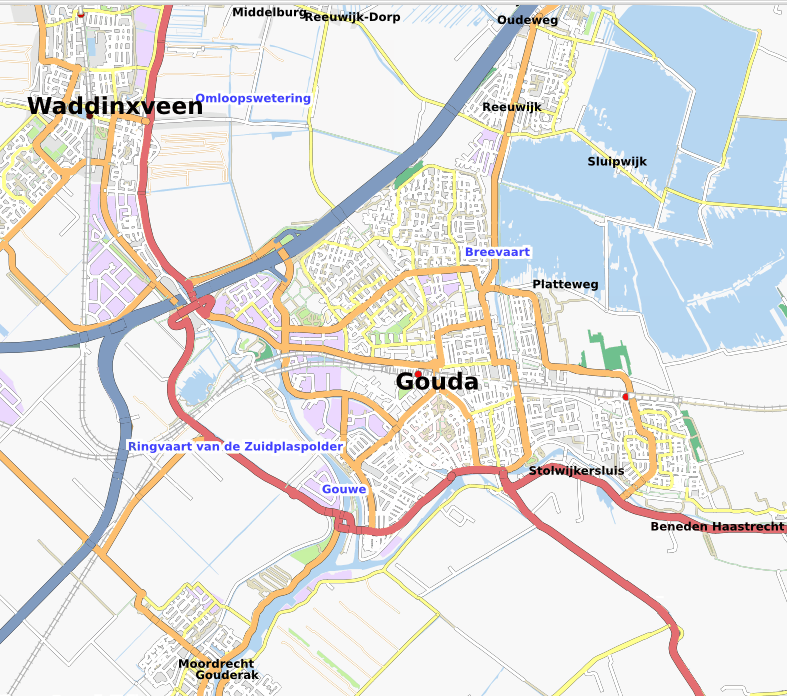
Infrastructuur in Gouda en omgeving

Gouda heeft een centrale ligging in de Randstad en is vooral over het spoor goed bereikbaar. Er zijn snelle, frequente en rechtstreekse verbindingen met de vier grote steden. Gouda ligt direct aan de A12 en vlak bij de A20. Het openbaar vervoer in Gouda bestaat uit treinverbindingen van de Nederlandse Spoorwegen en stads- en streekbussen van Qbuzz.

### Wegverkeer
Gouda ligt langs rijksweg A12, die ter hoogte van Gouda de gekanaliseerde Gouwe kruist door middel van het Gouweaquaduct. De stad wordt met de snelweg verbonden door afrit 11. Ten westen van Gouda ligt het Knooppunt Gouwe, waar de A12 vanuit Utrecht zich opsplitst in de A20 richting Rotterdam en de A12 richting Den Haag. Verder liggen ook de provinciale wegen N207 en N228 bij de stad.
De rijks- en provinciale wegen rondom Gouda en hun routes zijn als volgt:
- Den Haag – Zoetermeer – Gouda – Utrecht – Arnhem – Duitse grens
- Westland – Vlaardingen – Schiedam – Rotterdam – Gouda
- Bergambacht – Gouda – Alphen aan den Rijn – Hillegom
- De Meern – Gouda

### Spoorwegen

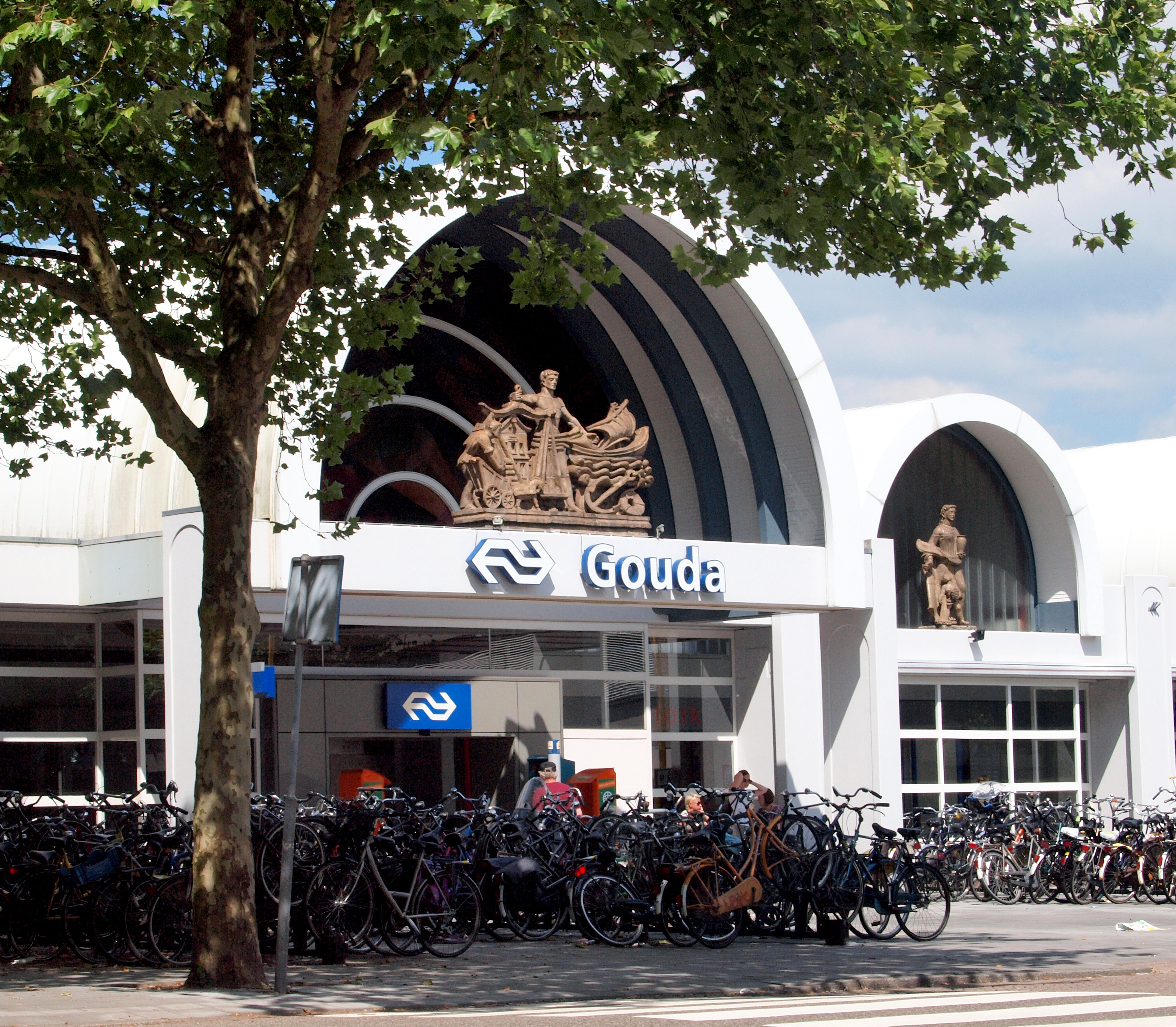
Voorzijde van Station Gouda

Gouda is sinds 1855 aangesloten op het Nederlandse spoorwegnet. Gouda beschikt over twee spoorwegstations. De stad is door rechtstreekse treinen verbonden met Amsterdam, Den Haag, Rotterdam, Utrecht en Alphen aan den Rijn. Het hoofdstation is het op korte afstand van de binnenstad gelegen station Gouda met dagelijks circa 20.000 reizigers en heeft de status van Intercitystation. Het station bevindt zich aan de spoorlijn Utrecht - Rotterdam, Gouda - Den Haag en Gouda - Alphen aan den Rijn. Het tweede station is station Gouda Goverwelle, dat in de jaren negentig werd geopend in de oostelijke wijk Goverwelle en alleen door Sprinters wordt aangedaan.
Naast het normale spoornet reed voorheen een lightrail-sneltram op de lijn naar Alphen aan den Rijn met aansluiting op de trein naar Leiden. Na het stopzetten van de proef met sneltrams werden er weer Sprinters van de NS ingezet. Het was de bedoeling dat de lightrailverbinding via het centrum van Leiden zou worden doorgetrokken naar Noordwijk in het kader van het project RijnGouweLijn. Na een grote beperking van de omvang van het project in 2011 heeft de provincie Zuid-Holland in 2012 besloten compleet af te zien van het project. De gemeente Gouda heeft hiervoor financiële compensatie gekregen, die wordt ingezet om de infrastructuur langs het spoor te verbeteren. Sinds 2016 rijden er op het traject Gouda- Alphen aan den Rijn R-nettreinen.
In het verleden was Gouda bereikbaar per tram: in de jaren tachtig van de 19e eeuw werden lijnen geopend naar Bodegraven en naar Oudewater, maar deze verbindingen werden gesloten in respectievelijk 1917 en 1907. Ook de lijn Gouda - Schoonhoven bestond slechts korte tijd: deze werd geopend in 1914 en in 1942 opgebroken.

### Onderwijs

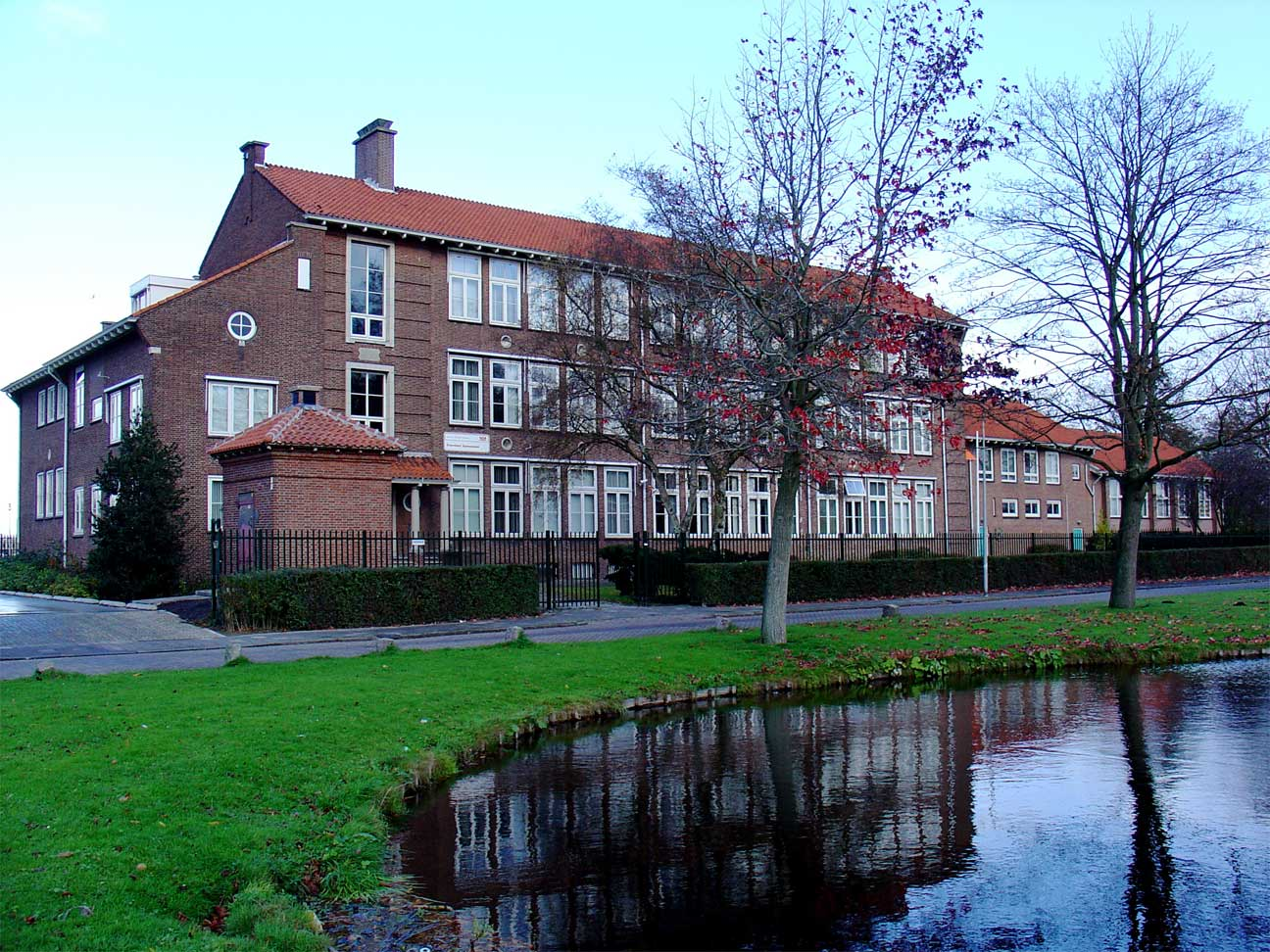
Het Coornhert Gymnasium, een categoriaal gymnasium met ongeveer 700 leerlingen

## Onderwijs, welzijn en sport

### Basisonderwijs
Anno 2025 zijn er 33 basisscholen in Gouda, dagelijks gaan er 7.676 leerlingen naar de basisscholen.
Er zijn in Gouda veel verschillende soorten onderwijs mogelijk. Zo zijn er openbare, rooms-katholieke, protestants-christelijke, gereformeerde en islamitische scholen. Daarnaast zijn er ook scholen met een specifiek onderwijsconcept, zoals een jenaplanschool, een daltonschool en een vrije school.

### Voortgezet onderwijs
Er zijn zeven scholen voor voortgezet onderwijs in Gouda. Dit zijn het Coornhert Gymnasium (openbaar), De Goudse Waarden (protestants-christelijk), Driestar College (reformatorisch-christelijk), Goudse Scholengemeenschap Leo Vroman (openbaar), Het Segment, het Antoniuscollege en Antonius Mavo XL (beide onderdeel van het Carmelcollege en rooms-katholiek) en het Wellant College (protestants-christelijk).

### Speciaal onderwijs
In Gouda zijn vier vormen van speciaal basisonderwijs, drie vormen van speciaal voortgezet onderwijs.

### Studeren in Gouda
Naast het Driestar College is in Gouda ook een hbo-instelling gevestigd: Driestar Educatief, een pabo die zich richt op het opleiden van leerkrachten in het basisonderwijs. Daarnaast zijn er twee mbo-instellingen aanwezig.

### Gezondheidszorg
Het Groene Hart Ziekenhuis is een belangrijk ziekenhuis in de regio met vestigingen in Gouda, de Bleulandlocatie (het vroegere Bleulandziekenhuis) en een polikliniek in Nieuwerkerk aan den IJssel. Het ziekenhuis is ontstaan uit een fusie in 1972 tussen het algemene “Van Itersonziekenhuis” en het protestantse Diaconessenhuis "De Wijk", waarbij in 1992 het rooms-katholieke Sint-Jozefziekenhuis aansloot. De Jozeflocatie bleef als tweede locatie in Gouda tot begin 2014 gehandhaafd. Op deze Jozeflocatie waren onder andere de afdelingen gynaecologie en pediatrie gehuisvest. In mei 2011 is de eerste paal geslagen van een vleugel van 28.000 m² op de Bleulandlocatie, waar de afdelingen van de Jozeflocatie in zijn ondergebracht. In 2014 is deze vleugel in gebruik genomen worden.

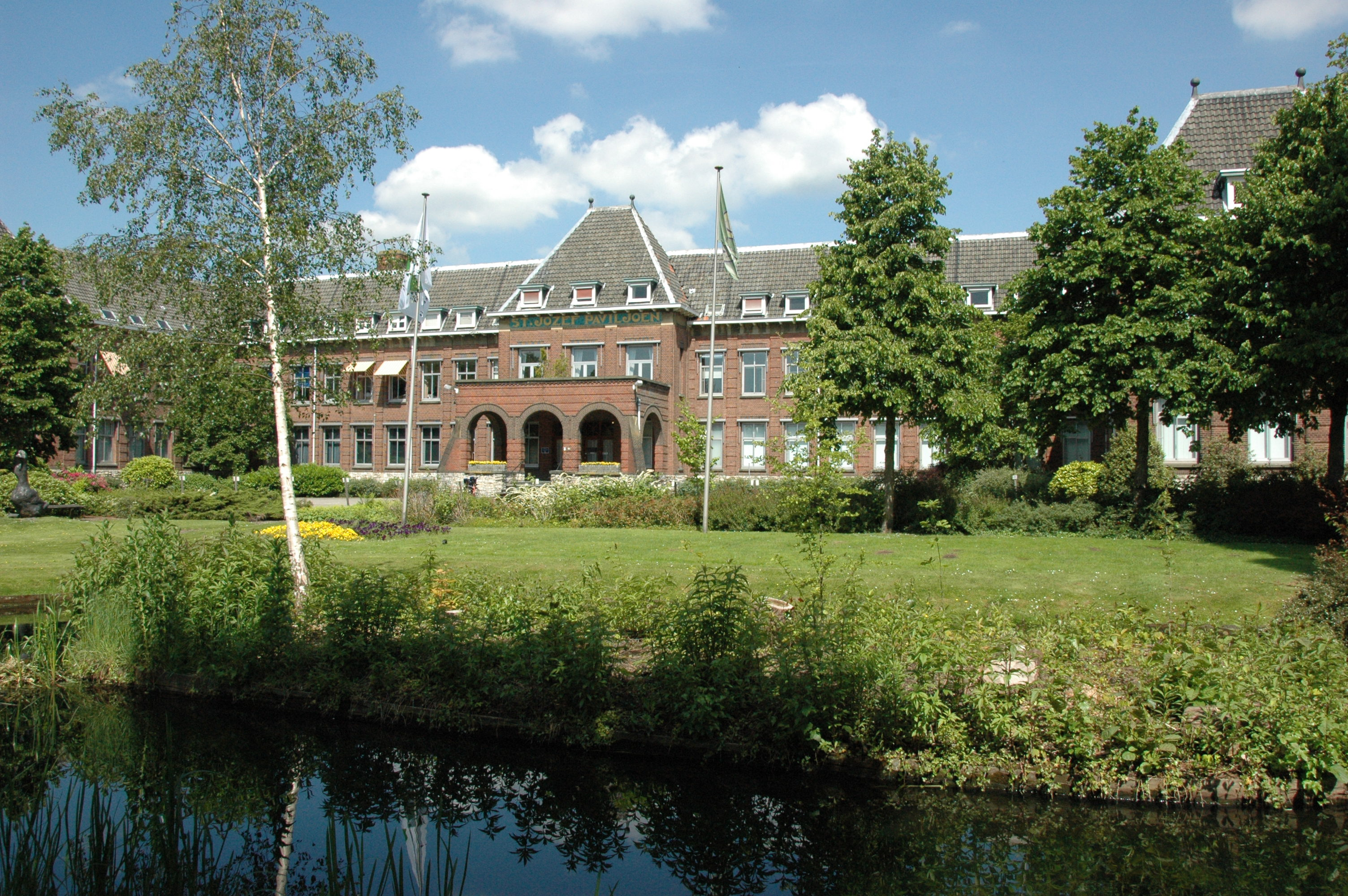
Het Sint Jozefpaviljoen aan de Graaf Florisweg

In Gouda bevindt zich een vestiging van de Gemeentelijke gezondheidsdienst (GGD), die onderdeel is van de GGD Hollands Midden. Het hoofdkantoor in Gouda bedient de regio Midden-Holland, die het gebied beslaat binnen de gemeenten Nederlek, Zuidplas, Bodegraven en Schoonhoven.

### Sport
Gouda heeft een groot aantal sportverenigingen en sporters. Waterpolovereniging GZC Donk behoort tot de landelijke top: de eerste zeventallen van de mannen en de vrouwen spelen in de hoogste landelijke divisie. Het vrouwenzevental van GZC Donk is een aantal keer landskampioen geworden en strijdt steeds mee om het kampioenschap. Het eerste elftal van CVV De Jodan Boys komt uit in de Hoofdklasse en speelde één seizoen (2012/2013) in de Topklasse, het hoogste niveau in het amateurvoetbal. Daarnaast zijn er vijf andere voetbalclubs: Olympia, ONA, SV Gouda, GSV, SV Donk en een zaalvoetbalclub, GZV Watergras, die uitkomt in de Eredivisie, het hoogste landelijke niveau. Rugbyclub Gouda RFC Gouda heeft zijn veld aan de zuidoostkant van Gouda en speelt al jaren in de 2e klasse. Het eerste damesteam van volleybalclub VollinGo speelt al een aantal jaren in de topdivisie, het op 1 na hoogste niveau in Nederland.
Voormalig doelman van het Nederlands Elftal Ed de Goeij en voormalig turnster Verona van de Leur zijn uit Gouda afkomstig. De Schaatsclub Gouda heeft veel schaatsers en schaatssters van niveau voortgebracht, onder wie Andrea Nuyt, Paulien van Deutekom, Ted-Jan Bloemen en Lars Elgersma. Van de plaatselijke hockeyvereniging GMHC Gouda komen de eerste teams bij de heren en dames uit in de derde klasse. Korfbalvereniging A&CKV Gemini speelt in de zaalcompetitie in de derde klasse en in de veldcompetitie in de vierde klasse (seizoen 2008/2009).
De sportvelden en -gebieden in Gouda liggen verspreid over de stad. Een grote sportlocatie vormt het Groenhovenpark in het westen van de stad ligt, dat hockey-, cricket-, korfbal- en voetbalvelden en een atletiekbaan huisvest. Er zijn twee sporthallen van noemenswaardig niveau: de Mammoet en de Zebra. Verder heeft Gouda sinds 2013 de beschikking over een zwembadcomplex, het Groenhovenbad. In het zuiden van Gouda ligt ten slotte Golfpark IJsselweide, tussen de Ringvaart en de Hollandse IJssel. Hoewel er ieder jaar verscheidene sportwedstrijden en -toernooien in Gouda zijn, zijn er geen sportevenementen die een landelijke bekendheid genieten. Wel heeft de Goudse Nationale Singelloop, met een wedstrijdparcours van 10 kilometer, op atletiekgebied een meer dan plaatselijke bekendheid. Ook een deel van het parcours van de Ronde van het Groene Hart, een wielerwedstrijd door het Groene Hart, loopt langs de stad.
De tweede etappe van de Ronde van Frankrijk liep in 2015 gedeeltelijk door Gouda.

### Overig
In Gouda bestaat sinds 1949 een zeekadetkorps. Het korps beschikt over het korpsschip "Freyr", een sleep/duwboot, zeilboten en vletten.

## Bekende Gouwenaars
Van de Gouwenaars zijn er enkele die nationale en soms zelfs internationale bekendheid hebben gekregen. Zo was er de humanist Desiderius Erasmus, die in Gouda de Latijnse school bezocht. Erasmus' geestverwant Dirck Volkertsz. Coornhert werd weliswaar geboren in Amsterdam, maar vond op het einde van zijn leven in het liberale en vrijzinnige Gouda een toevluchtsoord en stierf er in 1590.
Enkele jaren later zouden de Goudse broers Cornelis en Frederik de Houtman als eerste Nederlanders naar Indië varen. De staatsman Hiëronymus van Beverningh vertegenwoordigde Republiek der Zeven Verenigde Nederlanden bij meerdere vredesonderhandelingen. Voorts was er de zeekapitein Roemer Vlacq, die zijn schip opblies om het uit handen van de vijand te houden, en zijn gelijknamige kleinzoon, die zich onderscheidde in de strijd tegen Fransen in de Oostenrijkse Successieoorlog en later diende als viceadmiraal van Holland en West-Friesland.
Korter geleden verwierven ook de in Gouda geboren politicus en diplomaat Ad Melkert en de dichter Leo Vroman bekendheid in binnen- en buitenland. De Nederlandse film-, televisie-, muziek- en radiowereld telt een groot aantal Gouwenaars, onder wie presentatoren als Marieke Elsinga, Jort Kelder en Anita Witzier, actrices Jennifer Hoffman, Esmée van Kampen en Liesbeth Kamerling, en de artiesten Tania Kross, Hind Laroussi, Jamai Loman, Peter van Rooijen en Maaike Ouboter.
Binnenstad (incl. Nieuwe Park) · Bloemendaal · Plaswijck · Noord (incl. Achterwillens) · Korte Akkeren · Kort Haarlem (incl. Josephbuurt, Oosterwei, Vreewijk en Voorwillens) · Goverwelle · Stolwijkersluis · Westergouwe (incl. Oostpolder in Schieland met Broek en Broekhuizen)
Straten en pleinen: Achter de Kerk · Achter de Vismarkt · Hoge Gouwe · Kleiweg · Lage Gouwe · Markt · Naaierstraat · Oosthaven · Spieringstraat · Tiendeweg · Turfmarkt · Westhaven

Sluizen: Donkere sluis · Hanepraaisluis · Havensluis · Ir. De Kock van Leeuwensluis · Julianasluis · Mallegatsluis · Moordrechtse Verlaat · Waaiersluis

Grachten en singels: Gouwe · Haven · Karnemelksloot · Turfmarkt · Turfsingel
Ammerstol (1322, onbenut) · Brielle (1306) · Delfshaven (1825) · Delft (1246) · Dordrecht (1220) · Geervliet (1381) · Goedereede (1312) · Gorinchem (1382) · Gouda (1272) · 's-Gravenhage (1806) · 's-Gravenzande (1246) · Haastrecht (1296) · Heenvliet (1469) · Leiden (1266) · Maassluis (1811) · Nieuwpoort (1283) · Rotterdam (1340) · Schiedam (1275) · Schoonhoven (1280) · Vlaardingen (1273)

Alblasserdam · Albrandswaard · Alphen aan den Rijn · Barendrecht · Bodegraven-Reeuwijk · Capelle aan den IJssel · Delft · Den Haag · Dordrecht · Goeree-Overflakkee · Gorinchem · Gouda · Hardinxveld-Giessendam · Hendrik-Ido-Ambacht · Hillegom · Hoeksche Waard · Kaag en Braassem · Katwijk · Krimpen aan den IJssel · Krimpenerwaard · Lansingerland · Leiden · Leiderdorp · Leidschendam-Voorburg · Lisse · Maassluis · Midden-Delfland · Molenlanden · Nieuwkoop · Nissewaard · Noordwijk · Oegstgeest · Papendrecht · Pijnacker-Nootdorp · Ridderkerk · Rijswijk · Rotterdam · Schiedam · Sliedrecht · Teylingen · Vlaardingen · Voorne aan Zee · Voorschoten · Waddinxveen · Wassenaar · Westland · Zoetermeer · Zoeterwoude · Zuidplas · Zwijndrecht

Steden en dorpen · Voormalige gemeenten · Nederland: Provincies · Gemeenten
- Gemeinsame Normdatei: 4104351-0
- MusicBrainz: c364d266-bc5e-4d00-914c-80151efb0e20
- Nationale Bibliotheek van Tsjechië: ge672218
- Virtual International Authority File: 292994024